# Società Sportiva Calcio Napoli
Maillots
Actualités
| \| Naples \| Le club est basé à Naples, dans · la région de la Campanie (dans le Sud de l'Italie). |
| Naples                                                                                             |

La Società Sportiva Calcio Napoli, abrégé en SSC Napoli ou plus couramment Napoli en italien et Naples en français, est un club de football italien fondé en 1926 et basé à Naples en Campanie.
Le club dispute en 2025-2026 sa 80e saison en Serie A, l'élite du football italien. Il joue ses matchs à domicile au stade Diego Armando Maradona (anciennement « stade San Paolo », rebaptisé en 2020).
Créé sur l'initiative de l'homme d'affaires napolitain Giorgio Ascarelli sous le nom de Associazione Calcio Napoli, le club opte pour son nom actuel en 1964 (sauf brièvement de 2004 à 2006 où le club est renommé Napoli Soccer après la faillite). Avec un palmarès qui contient quatre Scudetti (championnat d'Italie), six Coupes d'Italie, deux Supercoupes d'Italie et une Coupe UEFA, remportée en 1989 avec Diego Maradona, ainsi qu'une Coupe des Alpes et une Coupe de la ligue anglo-italienne, le SSC Naples est l'équipe du Sud de l'Italie ayant remporté le plus de titres au niveau national et international.
Le SSC Naples est membre ordinaire de l'Association européenne des clubs (ECA), organisation des plus grands clubs européens née après la dissolution du G14.

## Histoire

### De «Naples Foot-Ball & Cricket Club» àInternaples(1905-1926)
Le football a été introduit pour la première fois dans la ville de Naples par des marins anglais au début des années 1900 : les deux premiers clubs étaient le Football Club Partenopeo et le Naples Foot-Ball & Cricket Club, tous deux fondés en 1905.
Le club est fondé en 1904 sous le nom de « Naples Foot-Ball & Cricket Club » rebaptisé Naples Foot-Ball Club en 1906. En 1922, le club fusionne avec l'Internazionale Napoli et adopte le nom d'Internaples. Le 1er août 1926, le club est rebaptisé Associazione Calcio Napoli. Il s'agit en fait d'une nouvelle fusion avec un tout nouveau club napolitain.
Les origines du Naples FCC remontent à William Poths, un Anglais employé par une agence maritime nommée Cunard Lines, il était un footballeur amateur passionné pendant son temps libre et décida de fonder un club alors qu'il était en Italie. Une réunion fut convoquée au 43 via San Severino à Naples, avec l'intention d'en créer un ; Poths, avec son compatriote anglais M. Bayon et trois Napolitains appelés Conforti, Catterina et Amedeo Salsi, formèrent le Naples FCC ; Salsi fut nommé comme le tout premier président.

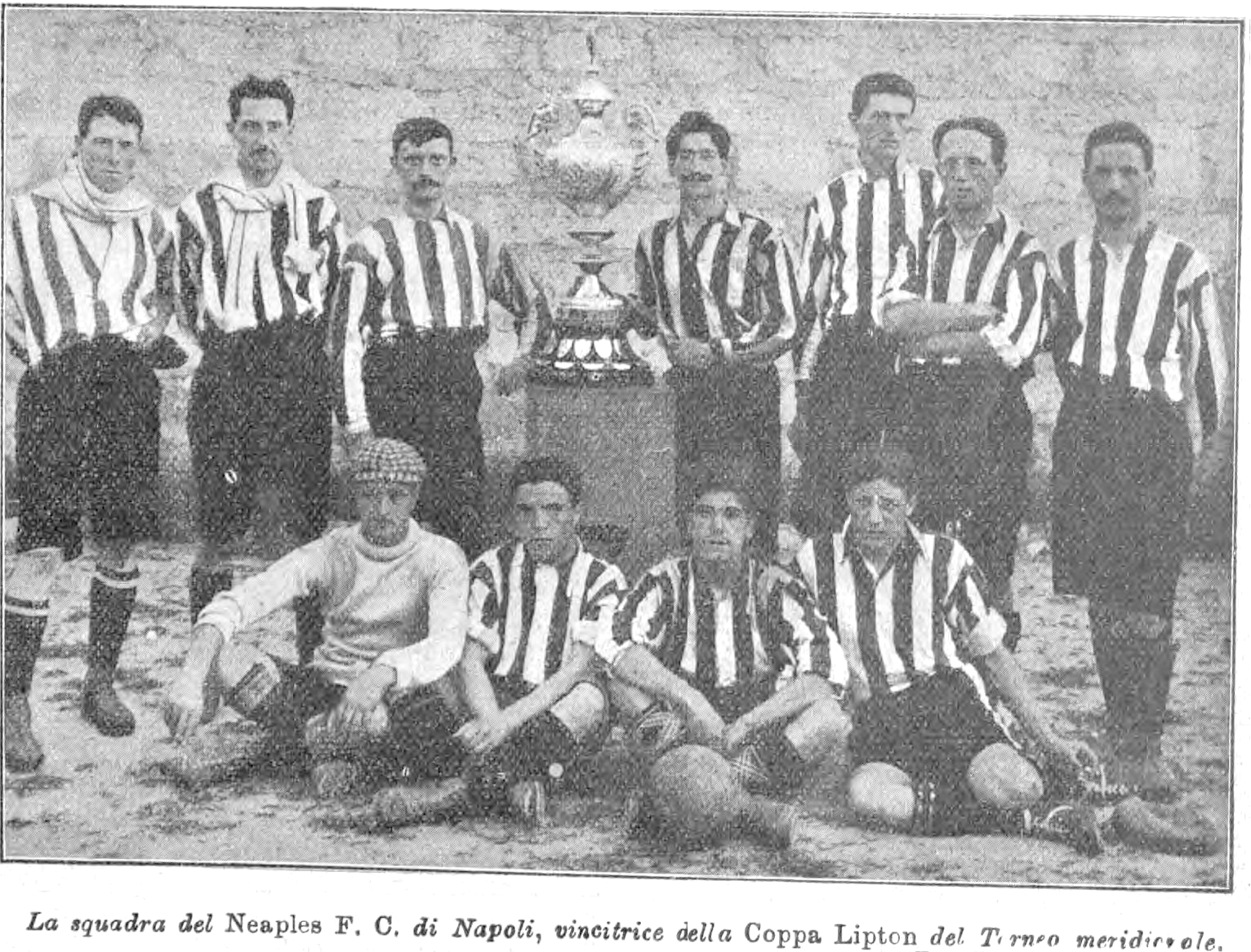

Leur premier équipement consistait en un maillot rayé bleu ciel et bleu marine, avec un short noir. Naples a joué son premier match contre des marins britanniques d'un navire nommé Arabik, ils ont concouru pour un trophée nommé en l'honneur du premier président de Naples " Coppa Salsi ". Naples a remporté le match 3-2, un exploit rendu d'autant plus impressionnant si l'on considère qu'Arabik avait battu le célèbre Gênes 3-0 quelques jours plus tôt.
Un an après sa fondation, la partie « Cricket » du nom a été abandonnée, laissant le nom du club simplement Naples Foot-Ball Club. En 1909, Sir Thomas Lipton, de la célèbre marque de thé Lipton, visitait la Sicile lors d'un voyage en bateau ; il a organisé une compétition appelée la Lipton Challenge Cup. Dans cette compétition, les équipes napolitaines et siciliennes s'affrontaient chaque année ; la majorité des finales voyaient Naples jouer contre le Palermo Foot-Ball Club. Naples a remporté la compétition lors de la saison d'ouverture, avec un résultat de 4-2. Le trophée a été disputé six fois au total, Naples l'ayant également remporté en 1911 et 1914.
En 1912, la section étrangère du Naples FBC se sépara et, sous la direction de Bayon et Steinnegger, un deuxième club napolitain fut formé sous le nom d' US Internazionale Napoli. Pendant ce temps, Emilio Anatra resta président du Naples FBC, ce qui déclencha une rivalité footballistique dans la ville au cours des années suivantes. Les deux clubs s'affrontèrent dans la section Campanie du Championnat d'Italie 1912-1913, Naples sortant vainqueur avant de perdre contre la Lazio au tour suivant.
La saison suivante, la situation s'inverse, l'Internazionale de Naples éliminant Naples avant de perdre contre la Lazio au tour suivant. Cette rivalité se poursuit lors de sa troisième saison dans la section Campanie du Championnat en 1915, mais après le match aller (remporté par l'Internazionale 3-0), la compétition est annulée en raison de la Première Guerre mondiale. Elle reprend après la guerre, les deux clubs survivant, mais des clubs comme Puteolana, Bagnolese et Savoia sont désormais également compétitifs dans la région. En 1922, les deux clubs rivaux, sous la pression financière, fusionnent sous le nom de Foot-Ball Club Internazionale-Naples, abrégé en FBC Internaples.

### Création de l'Associazione Calcio Napoli(1926-1946)
Le 25 août 1926, les membres de l'Internaples décident d'adopter un nouveau nom pour leur club et Giorgio Ascarelli est nommé premier président de l' Associazione Calcio Napoli. Au début de la saison suivante, le système de ligue supérieure d'Italie est divisé en deux groupes composés de dix équipes. Naples termine dernier de son groupe avec un terrible 1 point gagné en 18 matchs.
C'est ce qui leur a valu le surnom de I ciucciarelli qui signifie "les petits ânes ", car auparavant le club de football portait avec lui l'emblème de la ville de Naples, qui était un cheval. Mais après la saison susmentionnée, certains dans la ville les ont tournés en dérision en les qualifiant d'ânes, mais le club a adopté O Ciuccio comme il s'appelait, en en faisant sa mascotte et en l'affichant avec fierté. Les deux saisons suivantes, ils ont fait de mieux en mieux, terminant à chaque fois plus haut avec ce système.

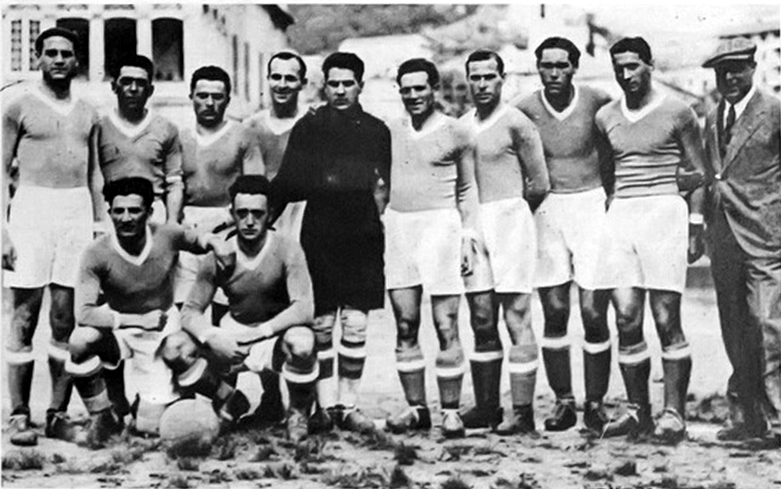
L’Associazione Calcio Napoli en 1928-1929.

À Naples, le grand héros des supporters d'avant-guerre était Attila Sallustro, dont la famille avait quitté le Paraguay pour Naples alors qu'il était enfant. Sallustro, en raison de son milieu aisé, ne touchait aucun salaire du club, mais il était récompensé par une voiture de luxe. Son talent pour marquer des buts fut évident lors de la saison 1928-1929, lorsqu'il marqua 22 buts en 28 matchs pour le club.
Au début des années 1930, le football italien a adopté le format qu'il conserve aujourd'hui. La saison 1929-1930 a montré ce que Naples pouvait faire à plus grande échelle, en terminant cinquième d'une saison qui l'a vu vaincre des équipes comme Turin, la Lazio et Milan. Sallustro, ainsi que Marcello Mihalic, sont notamment devenus les premiers joueurs de Naples à être appelés en équipe nationale italienne à cette époque.
Les six saisons suivantes, Naples a régulièrement terminé dans le top 10, avec notamment deux troisièmes places en 1932-1933 et 1933-1934 sous la direction de l’entraîneur anglais William Garbutt. Un autre héros notable du club de cette période était Antonio Vojak ; signé de la Juventus en 1929, l'Italien a marqué 102 buts en 190 matchs sur une période de six ans pour Naples. Meilleur buteur de la Coupe du monde de la FIFA 1930, l'attaquant argentin Guillermo Stábile a également joué à Naples pendant la saison 1935-1936.
Le club napolitain est sur le déclin dans les années qui précèdent la Seconde Guerre mondiale, avec des résultats en dents de scie en Serie A. Il flirte avec la relégation en 1937 et de nouveau en 1940, où il reste en tête avec une différence de buts de quatre contre la Ligurie. Une saison avant cela, il avait terminé cinquième. En 1942, Naples descend finalement en Serie B, avec seulement quatre points d'écart sur les six équipes suivantes. En Serie B, en 1943, Naples rate la montée et remonte de deux points, terminant à la troisième place juste derrière Brescia. À la fin de la saison, il quitte son stade Giorgio Ascarelli pour s'installer au Campo Vomero.

### L'A.C. Napoliaprès la guerre (1946 - 1964)
| Saisons 1946–1964              |            |        |
| Saison                         | Classement | Points |
| 1946/47                        | 8.         | -      |
| 1947/48                        | 21.        | -      |
| 1948/49 (B)                    | 5.         | -      |
| 1949/50 (B)                    | 1.         | -      |
| 1950/51                        | 6.         | -      |
| 1951/52                        | 6.         | -      |
| 1952/53                        | 4.         | -      |
| 1953/54                        | 5.         | -      |
| 1954/55                        | 6.         | -      |
| 1955/56                        | 14.        | -      |
| 1956/57                        | 11.        | -      |
| 1957/58                        | 4.         | -      |
| 1958/59                        | 9.         | -      |
| 1959/60                        | 14.        | -      |
| 1960/61                        | 17.        | -      |
| 1961/62 (B)                    | 2.         | -      |
| 1962/63                        | 16.        | -      |
| 1963/64 (B)                    | 8.         | -      |
| Vert : Victoire en championnat |            |        |

Principaux titres :
 Coupe d'Italie (1)
- Vainqueur en 1962

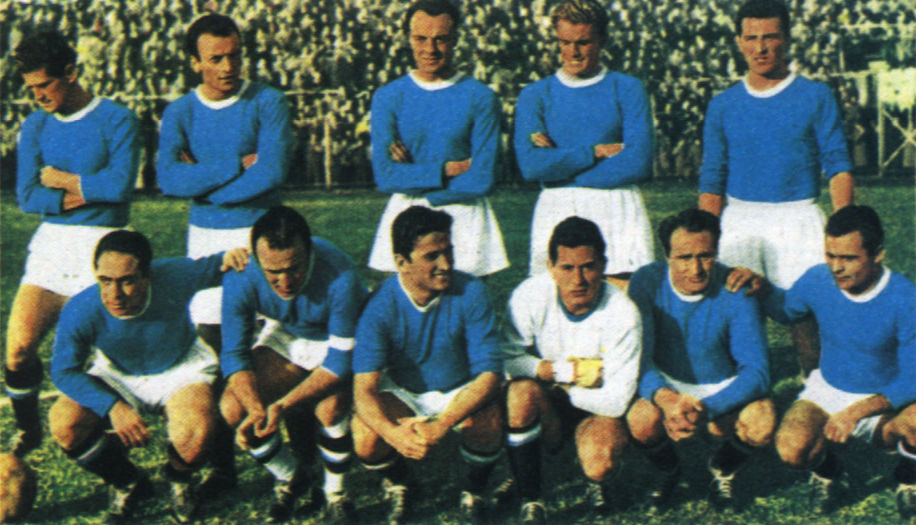
Hasse Jeppson et Bruno Pesaola en 1953–54.

Lors de la saison 1946, le championnat se déroulait au niveau régional, et Naples se révélait la meilleure équipe de la région Centre-Sud, ne perdant que trois matches avant de remporter une courte victoire en championnat, terminant à égalité de points avec Bari, mais avec une moyenne de buts supérieure. Ils ne terminèrent qu'au milieu du tableau du dernier groupe, mais cela suffisait à assurer aux Napolitains une place en Série A l'année suivante.
Naples ne réussit à survivre qu'une seule saison dans la nouvelle Série A avant d'être relégué à nouveau en 1948, jusqu'à devenir champion de Série B en 1949-1950. Ils réussirent à revenir directement dans le sillon de la Série A au cours des cinq saisons suivantes, terminant dans le top six. Avec la Fiorentina, Naples fut le sujet de la première retransmission télévisée de la RAI d'un match de football de Série A en 1956. Pendant le reste des années 1950, leurs résultats en championnat furent en dents de scie : deux saisons de moindre importance furent suivies d'une quatrième place en 1957-1958, devant les deux équipes milanaises et la Roma.

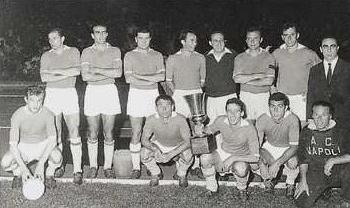
L’équipe qui remporte la Coupe d’Italie en 1962.

Les années 1960 furent une période mitigée pour Naples. Le club fut relégué en 1961, mais termina deuxième de Série B la saison suivante, retrouvant ainsi la promotion. L'année 1962 fut également marquée par son succès en Coupe d'Italie : Naples remporta la Coppa Italia en battant la SPAL 2-1 en finale grâce à des buts de Corelli et Ronzon, la première fois qu'un club évoluant en Série B remportait la compétition. Malheureusement pour Naples, le club ne put poursuivre son succès en Coupe avec une stabilité en championnat, puisqu'il fut à nouveau relégué.

### La "Società Sportiva Calcio Napoli": émérgence d'un second rôle du football italien (1964-1984)
| Saisons 1964–1984              |                    |        |
| Saison                         | Classement         | Points |
| 1964/65 (B)                    | 2.                 | -      |
| 1965/66                        | Médaille de bronze | 45     |
| 1966/67                        | 4.                 | 44     |
| 1967/68                        | Médaille d'argent  | 37     |
| 1968/69                        | 7.                 | 32     |
| 1969/70                        | 6.                 | 31     |
| 1970/71                        | Médaille de bronze | 39     |
| 1971/72                        | 8.                 | 28     |
| 1972/73                        | 9.                 | 28     |
| 1973/74                        | Médaille de bronze | 36     |
| 1974/75                        | Médaille d'argent  | 41     |
| 1975/76                        | 5.                 | 36     |
| 1976/77                        | 7.                 | 28     |
| 1977/78                        | 6.                 | 30     |
| 1978/79                        | 6.                 | 32     |
| 1979/80                        | 11.                | 28     |
| 1980/81                        | Médaille de bronze | 38     |
| 1981/82                        | 4.                 | 35     |
| 1982/83                        | 9.                 | 28     |
| Vert : Victoire en championnat |                    |        |

Principaux titres :
Championnat d'Italie 
- Vice-champion en 1968 et 1975

 Coupe d'Italie (1)
- Vainqueur en 1976

Coupe de la ligue Anglo-italienne (1)
- Vainqueur en 1977

Coupe d'Europe des vainqueurs de coupe de football 
- Demi-finaliste en 1977

Au milieu des années 1960, le club connaît un nouvel essor. Le 25 juin 1964, il prend le nom de Società Sportiva Calcio Napoli et est promu vice-champion de Serie B lors de la saison 1964-1965. Lors de sa première saison de retour en Serie A, l'équipe napolitaine parvient à terminer à une impressionnante troisième place du championnat avec l'entraîneur argentin Bruno Pesaola à la tête du club. Elle remporte également la Coppa delle Alpi la même année, en battant la Juventus.

Naples en 1974–75

Naples est passé très près de remporter le championnat en 1967-1968, terminant juste derrière Milan à la deuxième place. Au cours de cette période, l'équipe du club comptait plusieurs joueurs qui ont acquis une grande renommée dans le football, notamment le futur vainqueur de la Coupe du monde 1982 Dino Zoff, l' attaquant recordman José Altafini et le défenseur napolitain Antonio Juliano. Le club a réussi à conserver son nom parmi l'élite du football italien au début des années 1970, avec deux troisièmes places en 1970-1971 et 1973-1974.
La saison 1974-1975, sous la direction de l'entraîneur et ancien joueur de Naples Luís Vinício, fut la plus proche de la conquête du Scudetto. Les Napolitains terminèrent la saison à seulement deux points du champion de la Juventus et la différence de buts entre les deux clubs n'était également que de deux. Bien que leurs efforts ne leur aient pas valu le Scudetto, ils ont permis au club d'accéder à l'Europe pour la Coupe UEFA 1974-1975, où ils atteignirent le troisième tour de la compétition, éliminant Porto 2-0 en cours de route.

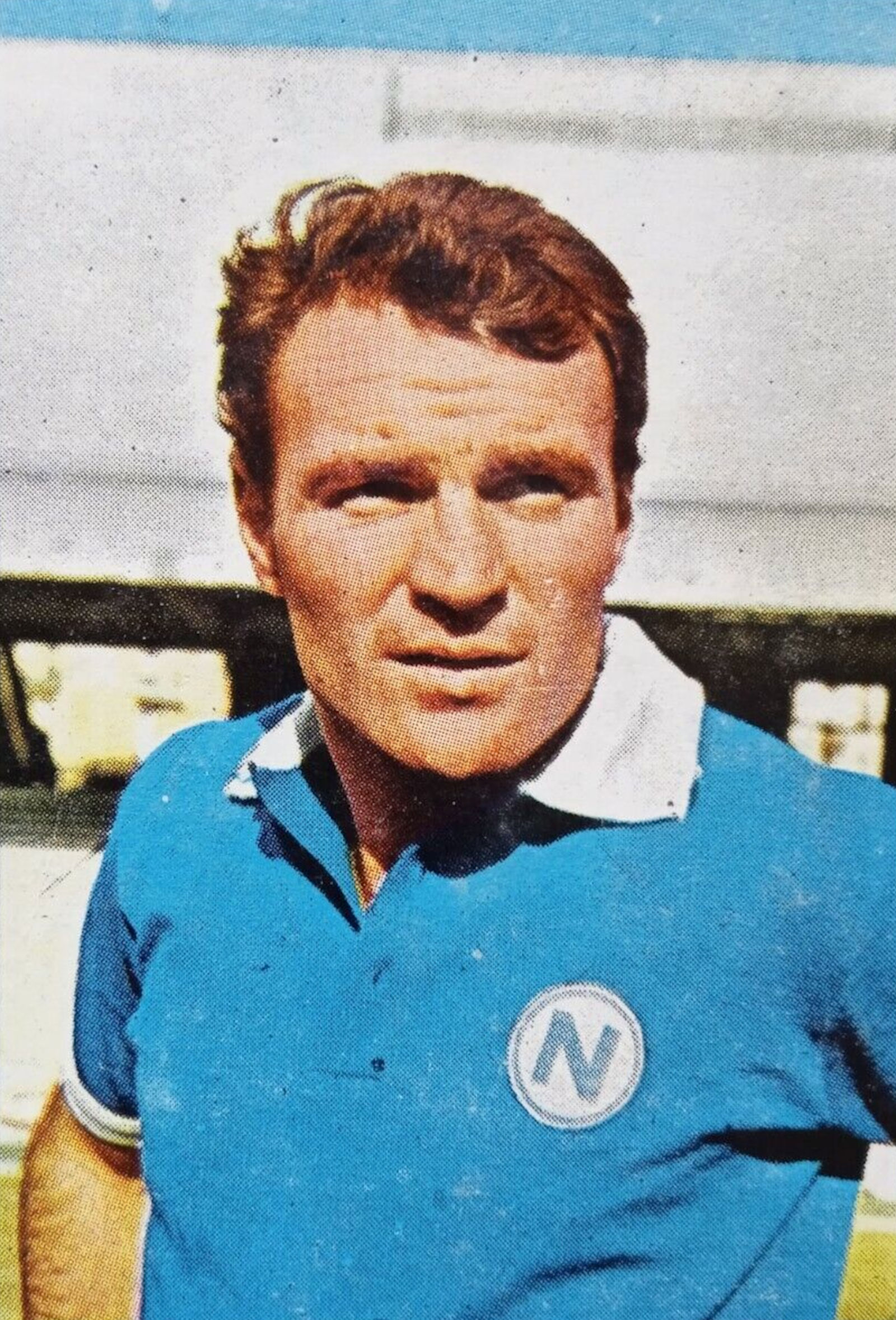
Altafini avec le Napoli en 1965

Naples remporte la deuxième Coupe d'Italie la même saison, éliminant Milan et la Fiorentina en route vers le succès ; ils battent Hellas Vérone 4-0 en finale, avec des buts de Ginulfi, Braglia et deux de Giuseppe Savoldi. Dans la Coupe de la Ligue anglo-italienne, Naples bat l'équipe anglaise de Southampton 4-1 au total, avec notamment une victoire retentissante 4-0 à domicile à Naples pour remporter la compétition.
Ayant remporté la Coppa Italia la saison précédente, le club a pu accéder à la Coupe d'Europe des vainqueurs de coupe 1976-1977, ce qui lui a permis de se qualifier pour la deuxième fois sur la scène européenne. Naples a réussi à atteindre les demi-finales de la compétition. Au cours des deux dernières saisons des années 1970, Naples a terminé sixième.

### L'Age d'Or: L'ère "Maradona" (1984 - 1992)
| Saisons 1984–1992              |                    |        |
| Saison                         | Classement         | Points |
| 1984/85                        | 8.                 | 33     |
| 1985/86                        | Médaille de bronze | 39     |
| 1986/87                        | Médaille d'or      | 42     |
| 1987/88                        | Médaille d'argent  | 42     |
| 1988/89                        | Médaille d'argent  | 47     |
| 1989/90                        | Médaille d'or      | 51     |
| 1990/91                        | 8.                 | 37     |
| 1991/92                        | 4.                 | 42     |
| Vert : Victoire en championnat |                    |        |

Principaux titres :
 Championnat d'Italie (2)
- Champion en 1987 et 1990
- Vice-champion en 1988 et 1989

Coupe d'Italie (1)
- Vainqueur en 1987
- Finaliste en 1989

 Supercoupe d'Italie (1)
- Vainqueur en 1990

 Coupe UEFA (1)
- Vainqueur en 1989

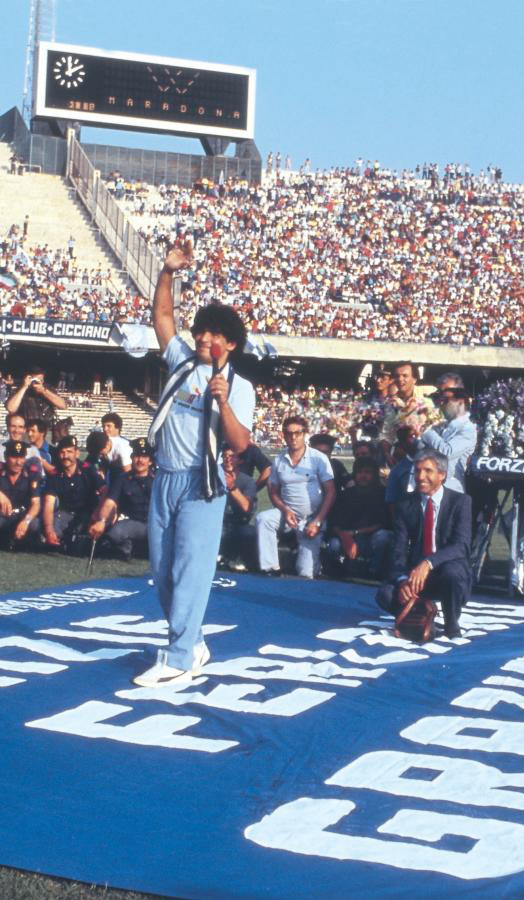
L’arrivée de Maradona au stade Stadio San Paolo durant sa présentation le 5 juillet 1984.

L'Histoire de Naples est donc irrémédiablement liée à celle du "Pibe de Oro", Diego Maradona. Au bout d'un feuilleton qui dure tout l'été 1984, l'ambitieux président Corrado Ferlaino enrôlait l'Argentin en provenance du FC Barcelone. Pour l'accueillir, pas moins de 70 000 supporters napolitains viennent au stade San Paolo.

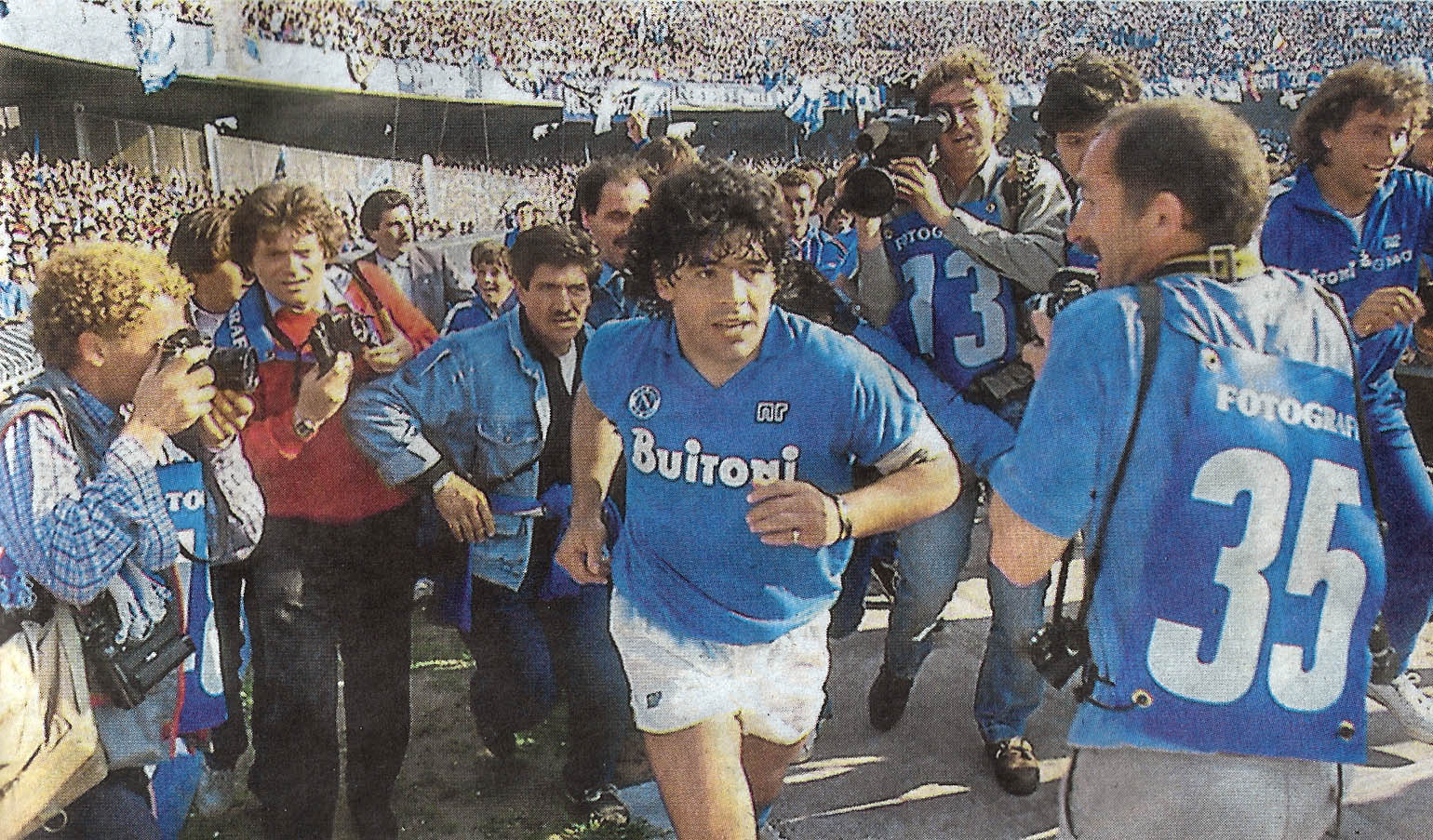
Maradona en 1986.

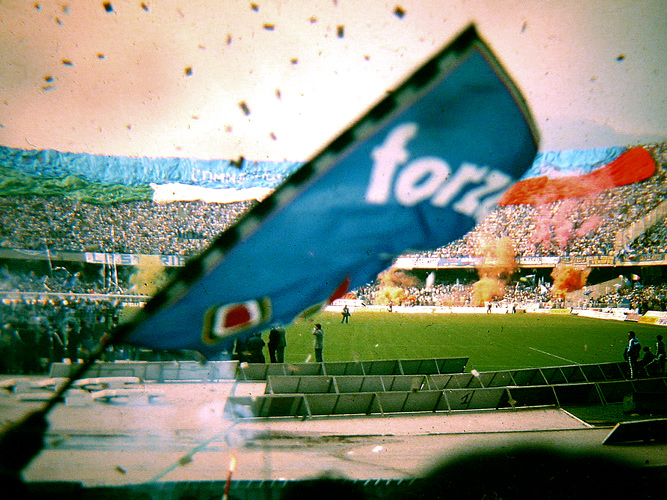
Les supporters de Naples célèbrent le premier scudetto de l'équipe en mai 1987.

Habitué au milieu du classement ou à lutter contre la relégation, le Napoli se métamorphose et remporte le championnat d'Italie à deux reprises (1987 et 1990) s'offrant même le doublé avec la coupe d'Italie en 1987. Le club obtient également deux secondes places de la Serie A en 1988 et 1989.

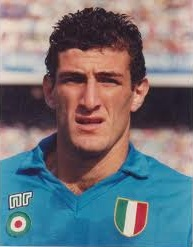
Ferrara sous le maillot napolitain en 1988.

Le succès de Maradona ne fut pas immédiat. Le club dut travailler dur, d'abord en terminant huitième en 1984-1985, puis troisième en 1985-1986. La saison 1986-1987 fut celle de Naples sous Maradona ; Naples remporta le Scudetto pour la première fois de son histoire. Ce faisant, il devint également la première et la seule équipe du sud de l'Italie continentale (sans compter le club sarde de Cagliari ) à remporter le championnat, un record qui tient toujours aujourd'hui. Le club ne remporta pas seulement la Serie A cette saison-là, il vainquit également l'Atalanta 4-0 en finale de la Coppa Italia pour réaliser le doublé.

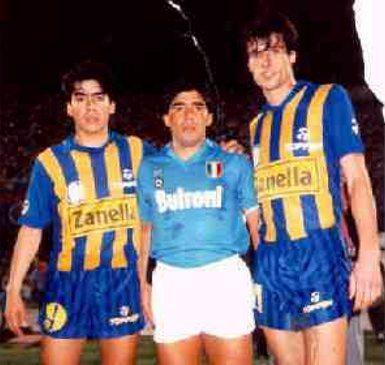
Diego Maradona en 1986.

Les années napolitaines suivant la Coupe du monde 1986 sont ses meilleures années sportives. Adulé par une population qui se reconnaît dans ce joueur aux origines modestes, Maradona mène le Napoli aux plus grands titres de son histoire jusqu'à le faire devenir l'un des plus grands clubs d'Europe.
Renforcé par Fernando De Napoli, le SSC Naples réalise une saison 1986-1987 historique : champions d'Italie pour la première fois de l'histoire du club, trois points devant la Juventus de Turin de Michel Platini, tenante du titre, les Napolitains remportent également la coupe d'Italie, réalisant ainsi un rare doublé. Avec ces titres, Diego Maradona devient une icône quasiment religieuse. Malheureusement pour le club, au niveau européen, Naples est éliminé en 32e de finale de la coupe de l'UEFA face au Toulouse FC. Maradona rate sa frappe pendant la séance de tirs au but en tirant sur le poteau lors du match retour au Stadium de Toulouse.
Éliminés au premier tour de la Coupe des clubs champions européens 1987-1988 par le Real Madrid, les Napolitains font longtemps la course en tête du Championnat grâce notamment à leur ligne d'attaque MA-GI-CA (Maradona - Giordano - Careca), avant de s'écrouler et être dépassés en toute fin de saison par l'AC Milan. Maradona est le meilleur buteur de la saison avec quinze réalisations.
Qualifiés pour la Coupe UEFA 1988-1989, les Azzurri disposent notamment des Girondins de Bordeaux, de la Juventus de Turin, du Bayern Munich, avant de triompher du VfB Stuttgart en finale (5–4 sur les deux matchs),. Lors de la finale de la Coupe de l'UEFA, il reçoit la note de 10/10 de la part des journalistes de la Gazzetta dello Sport. Deuxièmes du Championnat pour la seconde fois en 1989 (au profit de l'Inter Milan), l'équipe de Maradona remporte finalement un deuxième titre de champion en 1990, devant le Milan AC, ainsi que la Supercoupe d'Italie, devant une Juventus de Turin dépassée (5-1).
L'année suivante, l'équipe est éliminée au premier tour de la Coupe d'Europe par le Real Madrid, mais une deuxième place en Serie A lui permet de se qualifier pour la Coupe UEFA. La Juventus et le Bayern Munich font partie des victimes du Napoli en route vers la finale où Maradona et Careca marquent un but chacun en fin de seconde période pour battre le VfB Stuttgart 2-1 au match aller. Au match retour, joué à Stuttgart, le match se termine sur un match nul (3-3), assurant à Naples son premier trophée européen. Naples atteint également la finale de la Coppa Italia cette année-là, mais est battu par la Sampdoria.
Sur la scène européenne, c'est le duo brésilo-argentin Careca - Maradona qui permet au club napolitain de remporter la coupe UEFA en 1989 contre les Allemands du VfB Stuttgart.
Autour du prodige, le public napolitain a eu la chance de voir évoluer de grands noms tels que Careca, Alemão, Ciro Ferrara ou encore Fernando De Napoli.

L’équipe de Naples vainqueur de la Coupe de l’UEFA en 1989 face au VFB Stuttgart.

Même si les médias glosent sur sa forme physique et sa propension à faire la fête, le joueur multiplie les exploits sur le terrain et fait taire ses détracteurs. Mais hors du terrain, les scandales commencent à trouver écho au sein des médias. On lui trouve un fils illégitime, on parle de ses liens avec la Camorra (mafia napolitaine). À l'été 1989, l'Olympique de Marseille en pleine ascension sous la férule de Bernard Tapie cherche à le recruter, mais les dirigeants napolitains s'opposent à son départ.
En 1990, Naples est à nouveau champion, mais dans des circonstances moins favorables que lors de son précédent titre de Serie A. Le club obtient deux points après que le Brésilien Alemão a été frappé par une pièce de monnaie au Stadio Comunale de l'Atalanta. Comme si cela ne suffisait pas, le kiné de Naples est filmé par les caméras de télévision exhortant le joueur à rester au sol. Néanmoins, ces deux points ne sont pas cruciaux, car Milan perd son match contre Hellas Vérone, ce qui signifie que Naples aurait remporté le championnat sans les deux points. Lors de la Coupe du monde 1990 organisée par l'Italie, cependant, Maradona fait des remarques incendiaires appelant les Napolitains à encourager son équipe nationale argentine plutôt que l'équipe nationale italienne dominée par le nord.

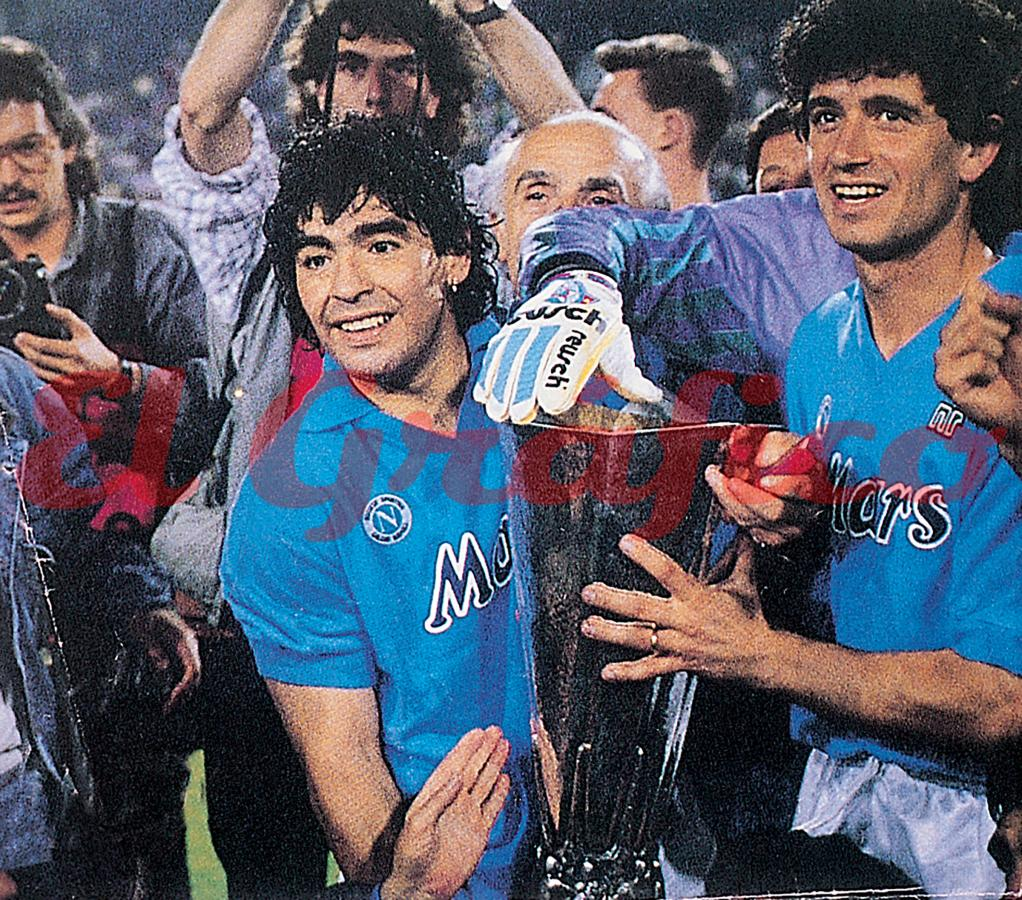
Diego Maradona avec le trophée de la Coupe UEFA après avoir battu en finale aller-retour le VfB Stuttgart en mai 1989.

Les tifosi de Naples ont réagi en affichant une banderole dans leur "curva" sur laquelle on pouvait lire : "Maradona, Naples t'aime, mais l'Italie est notre patrie". C'était touchant pour Maradona car Naples était le seul stade pendant cette Coupe du monde où l'hymne national argentin n'était pas hué. Apparemment, les fans de Naples étaient les "moutons noirs" de l'Italie parce qu'ils soutenaient Maradona. Il est parti après avoir été testé positif à la cocaïne moins d'un an plus tard, alors que le club était en crise financière. Bien qu'il ait laissé sa vie nocturne affecter son héritage avec Naples, Maradona restera toujours dans les mémoires comme le plus grand joueur de Naples de tous les temps. Il a mentionné à plusieurs reprises que son amour pour Naples était presque autant pour son équipe natale, Boca Juniors.
L'année suivante, le club remporte la Supercoupe d'Italie, après avoir battu la Juventus 5-1. Le match comprend deux buts de Careca, deux d' Andrea Silenzi et le cinquième de Massimo Crippa ; Roberto Baggio inscrit le but de consolation pour la vieille dame. Le résultat est une victoire par marge record dans la compétition pour un club, un record qui tient toujours aujourd'hui.
La belle aventure s'arrête avec le départ de Diego Maradona, ce dernier étant contrôlé positif à la cocaïne à la fin de cette saison 1991 et après un ultime trophée (Supercoupe d'Italie).

« Tout le monde dit : celui-ci a été le meilleur de Barcelone, celui-ci a été le meilleur du Real Madrid, celui-ci a été le meilleur de Chelsea, celui-ci a été le meilleur… Moi je suis fier d'avoir été le meilleur à Naples. »

— (Diego Armando Maradona, Pendant la remise du Ballon d'or.)

### Le déclin, la relégation et la faillite (1992-2007)
| Saisons 1992–2008              |            |        |
| Saison                         | Classement | Points |
| 1992/93                        | 11.        | 32     |
| 1993/94                        | 6.         | 36     |
| 1994/95                        | 7.         | 51     |
| 1995/96                        | 10.        | 41     |
| 1996/97                        | 12.        | 41     |
| 1997/98                        | 18.        | 14     |
| 1998/99 (B)                    | 9.         | 51     |
| 1999/00 (B)                    | 2.         | 63     |
| 2000/01                        | 16.        | 36     |
| 2001/02 (B)                    | 5.         | 61     |
| 2002/03 (B)                    | 16.        | 45     |
| 2003/04 (B)                    | 14.        | 56     |
| 2004/05 (C)                    | 3.         | -      |
| 2005/06 (C)                    | 5.         | -      |
| 2006/07 (B)                    | 2.         | 79     |
| Vert : Victoire en championnat |            |        |

L'après Maradona est sportivement mal géré puisque avec son départ, c'est l'ambition du club qui est revue à la baisse et la 4e place obtenue en 1992 marque la fin d'un cycle prestigieux.
En 1997, Naples atteint la finale de la Coupe d'Italie mais est battu par Vicenza (1-0, 0-3 a.p. ). À cette époque, le club est moins performant en championnat et à partir de 1996, ses résultats en championnat sont nettement inférieurs. Une première relégation en Serie B a lieu en 1998, où il n'enregistre que deux victoires sur toute la saison.
Au cours de l'été 1997, un grand nombre de joueurs ont été vendus. Il s'agissait notamment d'André Cruz, Alain Boghossian, Fabio Pecchia, Roberto Bordin, Nicola Caccia et Alfredo Aglietti. Des joueurs comme Roberto Ayala, Giuseppe Taglialatela et Francesco Turrini faisaient partie de ceux de l'équipe de 1996-1997 qui sont restés.
Saisons après saisons, l'équipe est démantelée et ne joue progressivement plus le haut du tableau jusqu'à descendre en Serie B en 1998. Une remontée en Serie A en 2000 suivie d'une nouvelle rétrogradation illustre l'inévitable déclin du club.En 2001-2002, Naples n'a pas réussi à monter en Serie B, manquant d'une place. Cela a déclenché une spirale qui a vu le club glisser encore plus loin, et la saison suivante, il a terminé à une modeste 16e place.Le pire était à venir pour le club, cependant : avec une dette estimée à 70 millions d'euros, le club a été déclaré en faillite en août 2004.
En septembre 2004, le club touche le fond puisqu'il est contraint à la relégation en Serie C1 à la suite de la faillite.
Le club est alors racheté par Aurelio De Laurentiis pour 30 millions d'euros et le renomme "Napoli Soccer". Le club parvient à disputer les barrages pour monter en Série B à la fin de la saison 2004-2005. Après avoir écarté Sambenedettese, le club partenopeo s'incline face à Avellino et doit rester une nouvelle saison en Série C.
Lors de la saison 2005-2006, le président fait venir l'entraîneur Edy Reja et réussit le tour de force de conserver le buteur argentin Roberto Sosa. Le SSC Napoli recrute le gardien de but expérimenté du Cagliari Calcio, Gennaro Iezzo, le défenseur de l'US Catanzaro, Gianluca Grava, l'uruguayen de Sambenedettese, Mariano Bogliacino et le buteur du Pescara Calcio, Emanuele Calaiò. En cours de saison, João Batista Inacio Pìa, l'attaquant brésilien de Bergame signe au club. Naples prend un excellent départ en championnat et ne se fait éliminer de la Coupe d'Italie qu'en huitième de finale contre la Roma. L'équipe finit à la première place et est promue à trois journées de la fin de saison. Il aura fallu deux saisons pour que le club sorte de la Serie C.

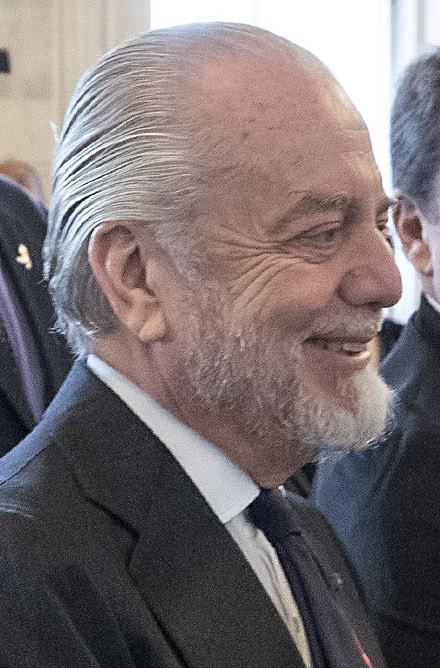
Aurelio De Laurentiis rachète le club en 2004.

Le 23 mai 2006, le président Aurelio De Laurentiis rachète les vieux trophées et le titre sportif perdus avec la faillite, ainsi la société reprend sa dénomination originale et historique : Società Sportiva Calcio Napoli. Le dernier acte de la saison a été la finale de la Supercoupe de Serie C1 perdue contre le Spezia.
Dans le championnat de Serie B italienne 2006-2007, l'objectif est la montée, même si le président se laisse deux saisons pour le concrétiser. Objectif intéressant mais difficile et pour cause, la présence de clubs tels que la Juventus, le Genoa ou Bologne, complique assurément la tache.
Pour viser la promotion, l'équipe s'est pourvue de footballeurs de renom tels que Paolo Cannavaro (frère cadet de Fabio Cannavaro) en défense centrale, de Samuele Dalla Bona, et de joueurs fiables comme le défenseur central Maurizio Domizzi (Sampdoria Gênes mais prêté à l'Ascoli Calcio 1898), Christian Bucchi (Modène FC) et du milieu offensif Roberto De Zerbi (Calcio Catane), qui rejoignent Iezzo, Grava, Francesco Montervino, le meneur de jeu uruguayen Bogliacino ou le trio de buteurs Roberto Sosa-Piá-Emanuele Calaiò. De plus, l'entraîneur Edoardo Reja bénéficie d'une grande expérience du football italien.
Au bout d'un championnat régulier, l'équipe accroche la seconde place, derrière la Juventus de Didier Deschamps. Le 10 juin 2007, la SSC Naples est officiellement promue en Serie A après l'obtention du point du match nul contre le Genoa, également promu.
Pour s'installer durablement en Série A, le club recrute pour 5 ans les internationaux uruguayen Walter Gargano et argentin Ezequiel Lavezzi, l'espoir Slovaque de Brescia Marek Hamšík qui s'engage aussi pour 5 ans, l'attaquant uruguayen et le milieu italien de la Juventus Turin, Marcelo Zalayeta et Manuele Blasi de la Juventus Turin et le solide défenseur central de Parme AC, Matteo Contini.

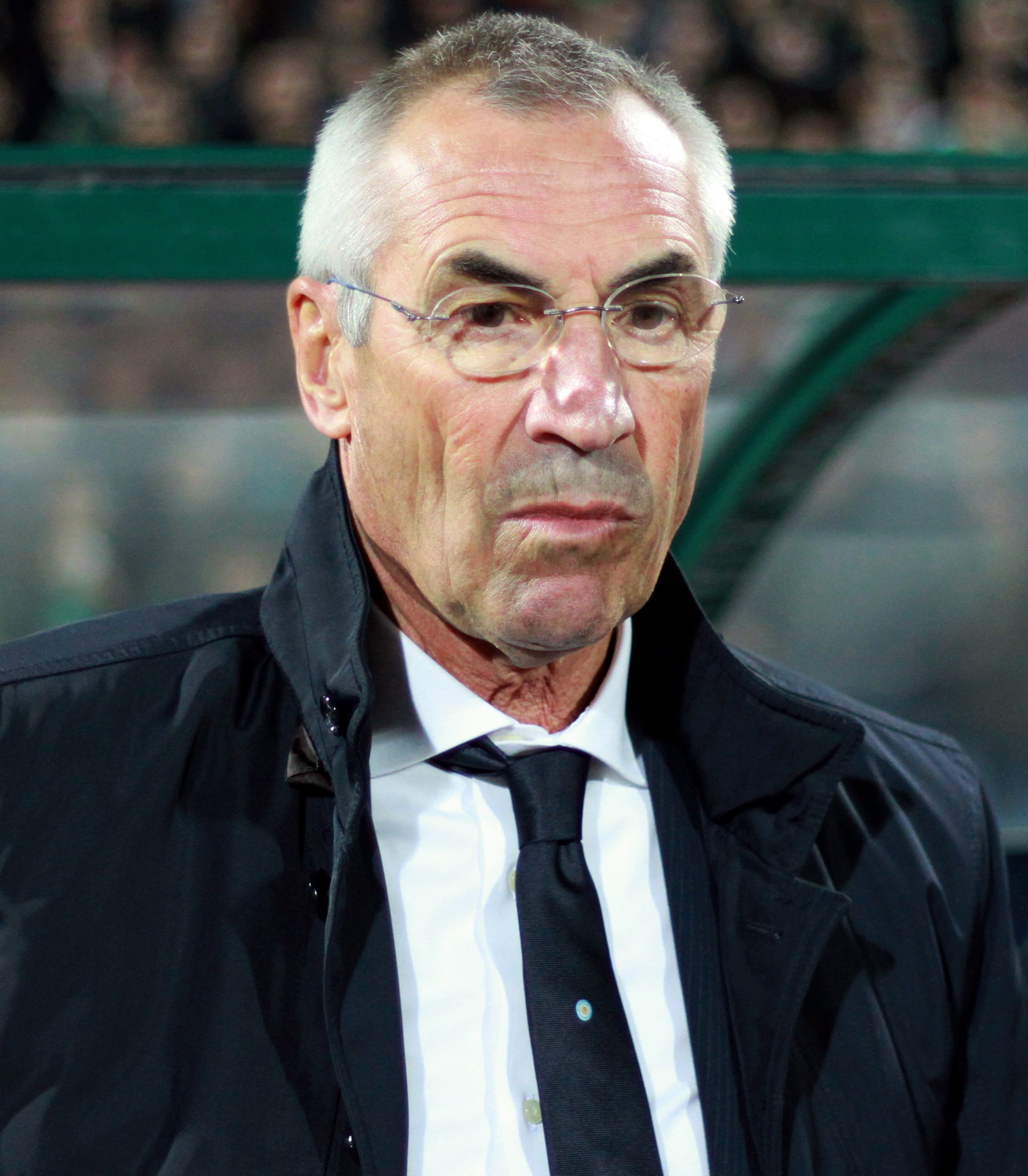
L’expérimenté Edoardo Reja fait remonter le Napoli en Serie A (2004-2009)

Déçu par ses défenseurs, le jeune international espoir d'origine brésilienne Fabiano Santacroce arrive de Brescia Calcio en cours de saison au poste de latéral droit. Le club prête en contrepartie l'offensif Roberto De Zerbi à Brescia. La ligne d'attaque déçoit mais le gardien Gennaro Iezzo et sa ligne de défense, commandée par le duo Paolo Cannavaro-Maurizio Domizzi et bien mieux équilibrée depuis l'arrivée de F. Santacroce, stabilisent l'équipe en milieu de classement.

### Un second Age d'Or sous la présidence d'Aurelio De Laurentiis (2008 - Aujourd'hui)
Principaux titres :
 Championnat d'Italie (2)
- Champion en 2023 et 2025
- Vice-champion en 2013, 2016, 2018 et 2019

 Supercoupe d'Italie (1)
- Vainqueur en 2014
- Finaliste en 2012, 2020 et 2023

Coupe d'Italie (3)
- Vainqueur en 2012, 2014 et 2020

Les efforts d'Aurelio De Laurentiis finissent par payer et le club devient un acteur majeur du football italien au cours de la décennie 2010. En effet il est présent à 8 reprises sur le podium et finit par remporter le Scudetto tant attendu en 2023 et à nouveau en 2025. Le club remporte également la Coupe d'Italie en 2013, 2015 et 2020 ainsi que la Supercoupe d'Italie en 2014.

#### La renaissance sous Walter Mazzari (2008-2013)
| Saisons 2007–2013              |                    |        |
| Saison                         | Classement         | Points |
| 2007/08                        | 8.                 | 50     |
| 2008/09                        | 12.                | 46     |
| 2009/10                        | 6.                 | 59     |
| 2010/11                        | Médaille de bronze | 70     |
| 2011/12                        | 5.                 | 61     |
| 2012/13                        | Médaille d'argent  | 78     |
| Vert : Victoire en championnat |                    |        |

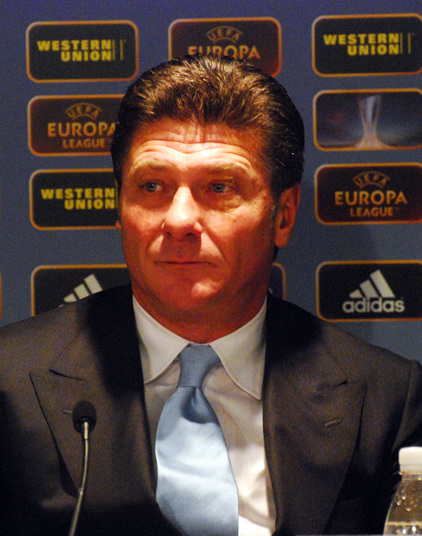
Walter Mazzarri participe à remettre le Napoli en haut du classement avec son fameux 3-4-3.

Pour la saison 2008-2009, l'entraîneur Edoardo Reja fait revenir le jeune défenseur latéral de 20 ans Luigi Vitale de son prêt au Virtus Lanciano puis décide de jouer en 3-5-2 et renforce son milieu de terrain. Il recrute des joueurs pour cela : l'international de la Sampdoria Gênes, Christian Maggio mais aussi les gauchers Daniele Mannini de Brescia Calcio, et Salvatore Aronica de la Reggina, ainsi que Michele Pazienza le milieu de terrain de la Fiorentina. L'attaque ayant déçu, il recrute le buteur argentin du CA Independiente, German Denis, âgé de 26 ans pour 9 millions d'euros.

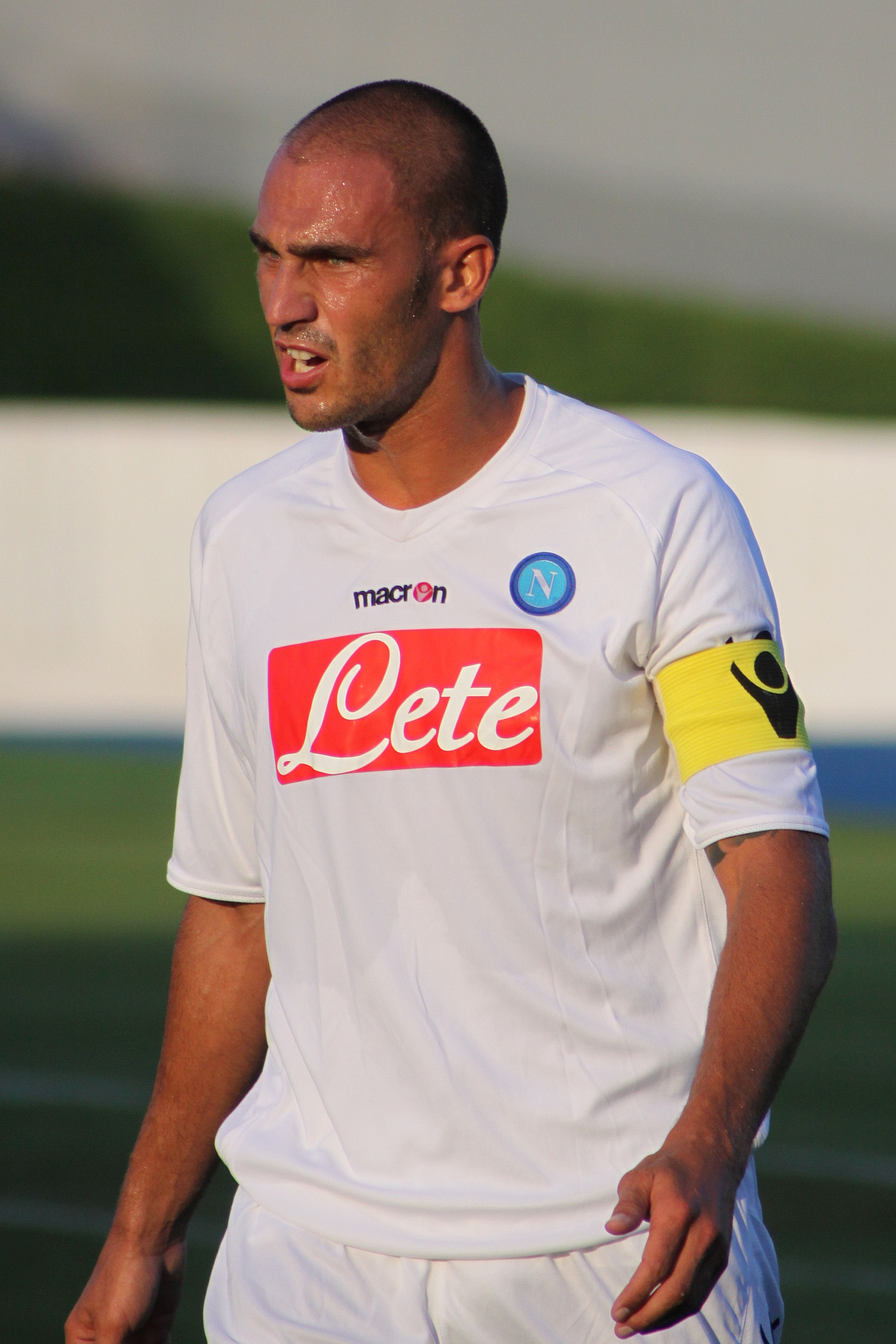
Paolo Cannavaro avec le brassard de capitaine.

Le changement de tactique est difficile et certains joueurs ne sont plus au niveau, comme Grava ou les attaquants sud-américains Mariano Bogliacino et Pìa. Naples s'écroule au début de l'année 2009. E. Reja est remplacé par l'ancien sélectionneur Roberto Donadoni en mars. G. Denis ne marque pas. Seuls Marek Hamsik et Christian Maggio sont au niveau et le Napoli fini péniblement a la 12e place.
Roberto Donadoni effectue une bonne dizaine de changements dans l'effectif. Daniele Mannini, Luigi Vitale, Manuele Blasi et Marcelo Zalayeta quittent ainsi le club. Arrivent le gardien de but international Morgan De Sanctis qu'il fait revenir d'Espagne, le défenseur colombien Juan Camilo Zúñiga du Robur Sienne pour concurrencer l'argentin Jesús Dátolo arrivé en janvier dernier de Boca Juniors, le milieu argentin de la Sampdoria Hugo Campagnaro et l'attaquant vedette de l'Udinese Calcio, Fabio Quagliarella, recruté pour plus de 18 millions d'euros pour jouer la Ligue des champions la saison prochaine.

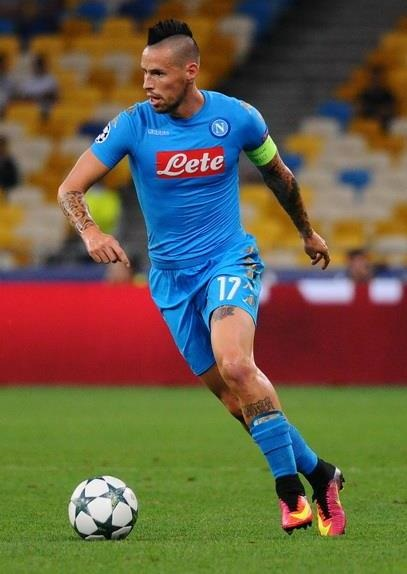
Marek Hamsik sous les couleurs de Naples.

L'objectif est le haut du classement mais dès octobre le président Aurelio De Laurentiis prend ses responsabilités : Walter Mazzarri est nommé entraîneur après sept journées de championnat. Gianluca Grava se réveille et éclipse Fabiano Santacroce, Christian Maggio se met à enchaîner les bons matchs à droite, Salvatore Aronica en latéral gauche, et Michele Pazienza au centre du terrain derrière Marek Hamšík retrouvent leur niveau. Le jeune Leandro Rinaudo s'impose au milieu de terrain où la recrue Luca Cigarini, deuxième plus cher joueur du dernier mercato estival, acheté 12 millions d'euros à l'Atalanta Bergame, déçoit. Il est cependant conservé jusqu'en juin alors que Jesús Dátolo est envoyé en Grèce à mi-saison. Il est remplacé par l'ancien latéral international Andrea Dossena, du Liverpool Football Club.

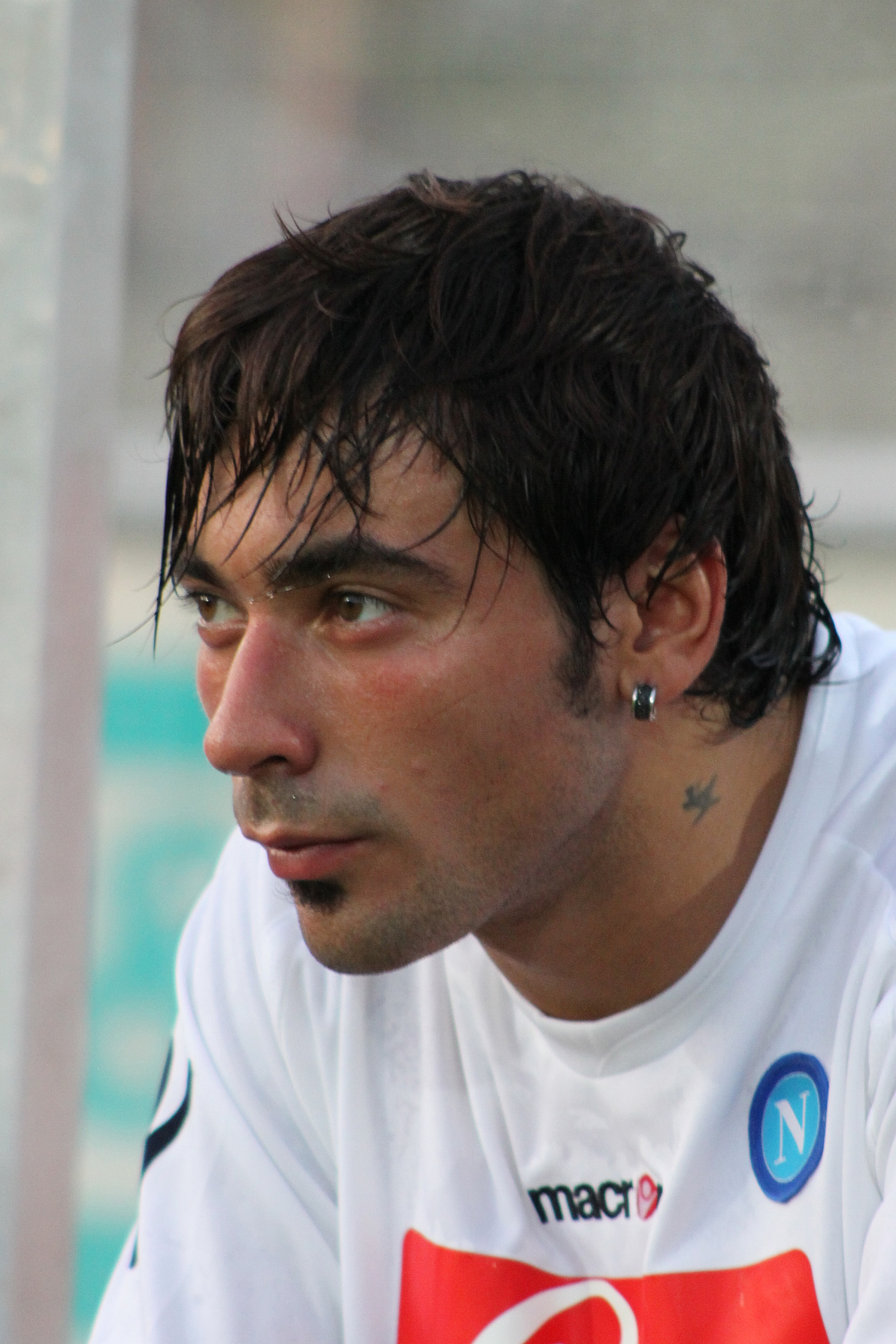
Ezequiel Lavezzi lors de sa période à Naples.

Comme depuis trois saisons, Marek Hamšík est au-dessus du lot et le duo Ezequiel Lavezzi-Fabio Quagliarella fait une bonne saison. Avec eux et le nouveau coach, le Napoli parvient à terminer à la sixième place ; le club partenopeo jouera donc les barrages de la Ligue Europa.
L'objectif du mercato est de conserver Marek Hamšík, le président se montre inflexible. Par contre, il ne peut pas retenir Fabio Quagliarella ni Leandro Rinaudo qui rejoignent la Juventus de Turin. Et le club se sépare de quelques autres tel German Denis (cédé à l'Udinese pour 2 millions d'euros), Luca Cigarini prêté au FC Seville et Matteo Contini (prêté au Real Saragosse depuis janvier et définitivement transféré) qui n'étaient plus indispensables dans le groupe aux yeux de l'entraîneur.
Cette intersaison est marquée par l'arrivée en prêt de trois joueurs "offensifs" : Cristiano Lucarelli le buteur de Parme AC, Hassan Yebda le milieu de terrain du Benfica Lisbonne et surtout celui d'Edinson Cavani, l'attaquant uruguayen de Palerme qui marquera au total 104 buts en 138 matchs pour Naples. Naples termine sur le podium de la Serie A derrière le Milan AC, sacré champion, et l'Inter Milan, deuxième.

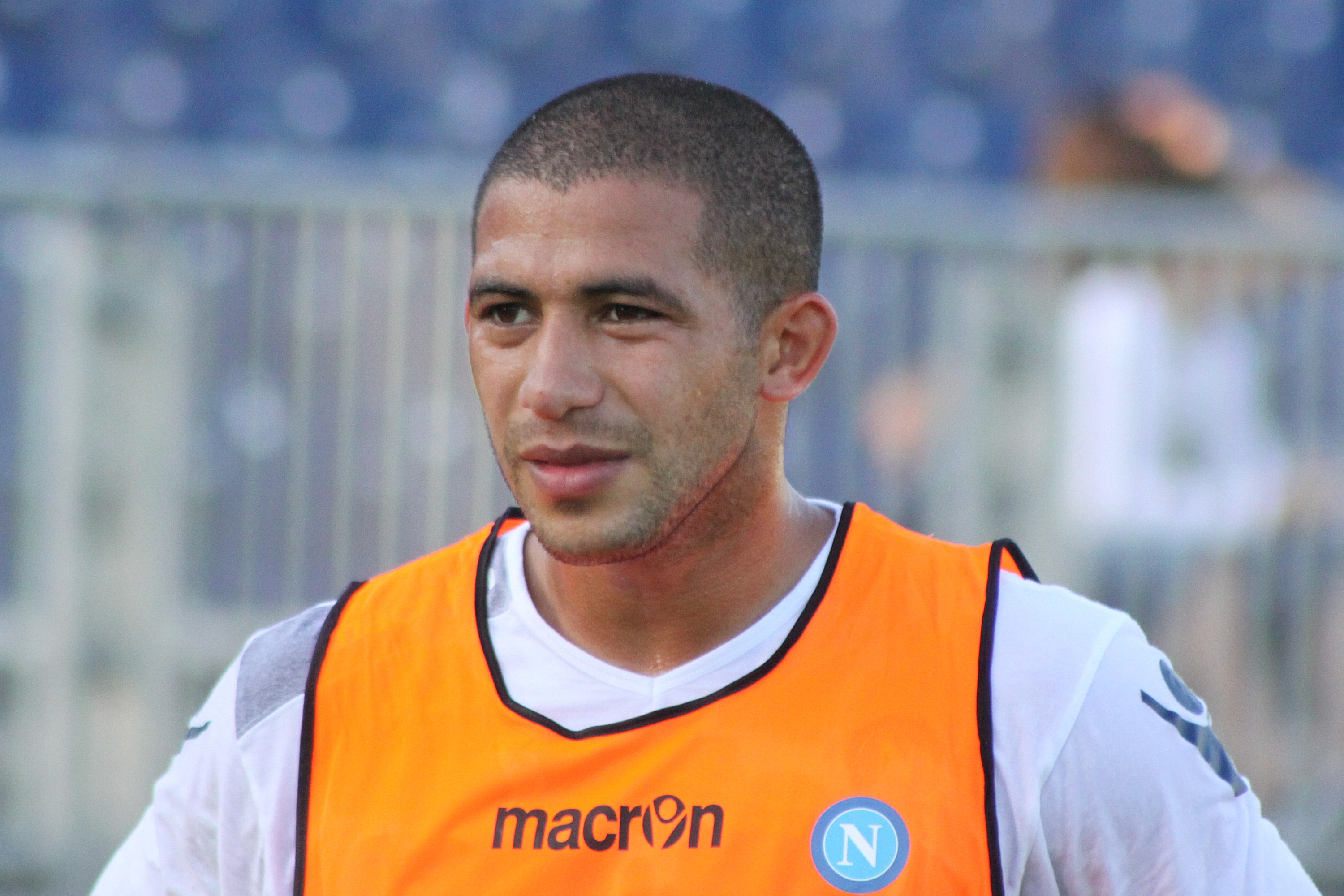
L’uruguayen Walter Gargano est un pilier de l’équipe sous les ordres de Walter Mazzari.

Parallèlement en coupe d'Italie, les Azzurri se font éliminer en quarts de finale par les futurs vainqueurs, l'Inter Milan.
En Ligue Europa, après avoir éliminé Elfsborg en barrages (1-0, 2-0), les Partenopei tombent dans un groupe avec Liverpool, le Steaua Bucarest, et Utrecht. Les Azzurri terminent à la deuxième place derrière les Anglais avec seulement sept points et notamment quatre nuls. Ils affrontent alors Villareal CF en seizièmes de finale, mais se font éliminer (0-0, 1-2).

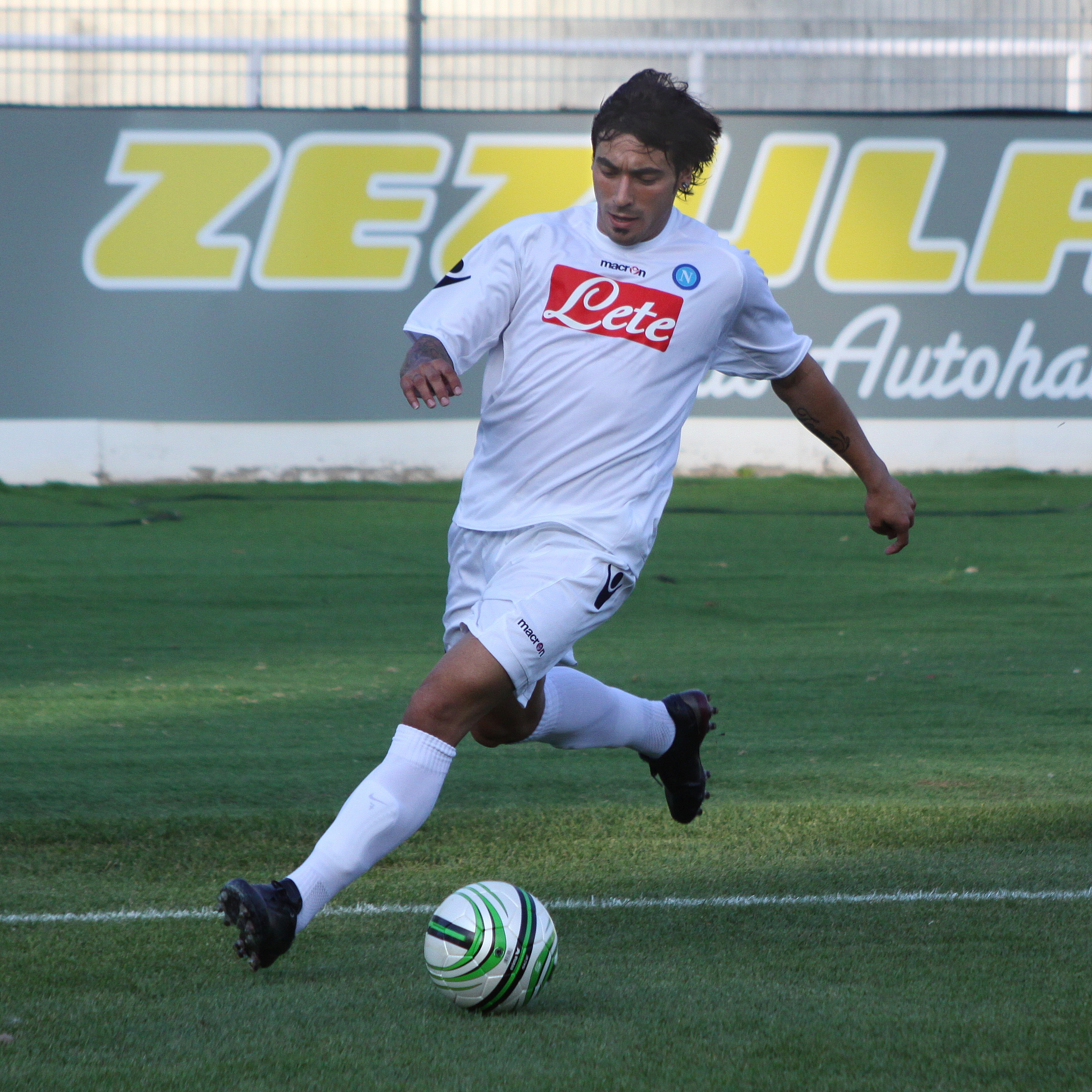
Lavezzi sous les couleurs de Naples.

Le recrutement pour cette nouvelle saison, consiste à conserver Edinson Cavani et compléter la formation avec les milieux de terrain Blerim Dzemaili de Parme, Marco Donadel de la Fiorentina (mais qui décevra cette saison) et Gokhan Inler de l'Udinese. Enfin, l'Inter Milan prête l'attaquant Goran Pandev. Les autres recrues (tel le défenseur uruguayen Miguel Britos ou l'argentin Ignacio Fideleff) n'auront que très peu de temps de jeu cette saison-là.
Émoussés par leur belle campagne européenne, les Napolitains ne terminent qu'à la cinquième place du classement derrière la Juventus, le Milan AC, l'Udinese, et la Lazio.
Le 20 mai 2012, au Stadio Olimpico, après avoir éliminé l'Inter Milan et l'AC Sienne, le Napoli affronte la Juventus, qui est championne d'Italie, lors de la finale de la Coupe d'Italie. Les Azzurri remportent le match 2-0 avec des buts d'Edinson Cavani et de Marek Hamšík. Cela représente leur 4e trophée et le premier depuis 25 ans.

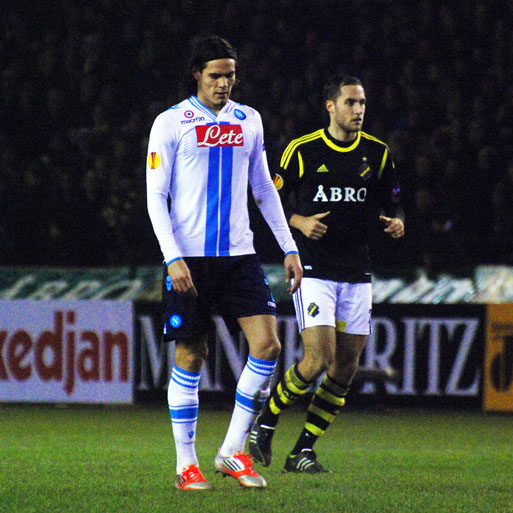
Edinon Cavani surnommé "El Matador".

En Ligue des champions, Naples tombe dans le groupe de la mort avec le Bayern Munich, Manchester City et Villarreal CF qui les avait éliminés la saison passée en Ligue Europa. Le club partenopeo termine deuxième derrière le Bayern Munich et devant Manchester City. En huitièmes de finale, ils affrontent le FC Chelsea, qu'ils battent à San Paolo (3-1) avec un but de Cavani et un doublé de Lavezzi. Malheureusement, au match retour, les Azzurri s'inclinent 4-1 à Stamford Bridge avec des buts de Didier Drogba, John Terry, Frank Lampard et Branislav Ivanović, et quittent la compétition.

L’équipe de Naples vainqueur de la Coupe d’Italie en 2012.

Pour la nouvelle saison, le club vise clairement le titre. Alessandro Gamberini et le Suisse Valon Behrami quittent la Fiorentina pour rejoindre Naples. Le coach incorpore aussi le jeune Lorenzo Insigne, un buteur prometteur de retour de prêt (à Foggia puis à Pescara).
Naples est la seule équipe durant cette saison à pouvoir tenir la cadence de la Juventus. Emmenés par un bon Edinson Cavani, qui finit meilleur buteur de Serie A avec 29 buts et par un bon Marek Hamšík, qui finit meilleur passeur de Serie A avec 14 passes décisives, les Azzurri finissent à la deuxième place du championnat, à 9 points de la Vieille Dame et devant le Milan AC.
En coupe d'Italie, Naples cède son titre à la Lazio Rome après avoir été éliminé en huitièmes de finale par Bologne.
Engagés également en Ligue Europa, les Azzurri se trouvent dans une poule à leur portée avec le Dnipro Dnipropetrovsk, le PSV Eindhoven, et l'AIK Solna. Le club partenopeo termine deuxième derrière les Ukrainiens, mais se fait sévèrement éliminer par la surprenante équipe du Viktoria Plzen (0-2, 0-3) en seizièmes de finale.

#### Le Napoli protagoniste duCalcio(2013-2021)
| Saisons 2013–2021              |                    |        |
| Saison                         | Classement         | Points |
| 2013/14                        | Médaille de bronze | 78     |
| 2014/15                        | 5.                 | 63     |
| 2015/16                        | Médaille d'argent  | 82     |
| 2016/17                        | Médaille de bronze | 86     |
| 2017/18                        | Médaille d'argent  | 91     |
| 2018/19                        | Médaille d'argent  | 79     |
| 2019/20                        | 7.                 | 62     |
| 2020/21                        | 5.                 | 77     |
| Vert : Victoire en championnat |                    |        |

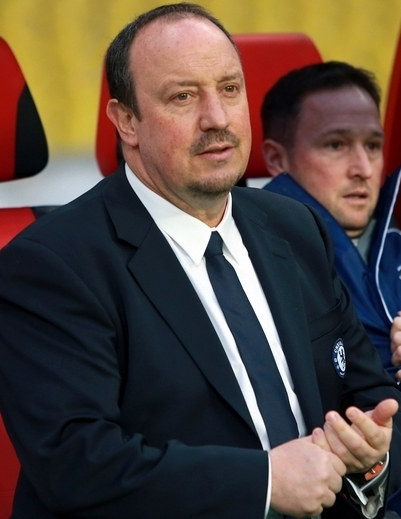
Rafael Benítez sur le banc du Napoli.

L’été 2013 marque un tournant pour le Napoli avec l’arrivée de Rafael Benitez au poste d’entraîneur, qui remplace Walter Mazzari, parti à l’Inter Milan. Le technicien espagnol opère un changement tactique avec le passage du 3-5-2 au 4-2-3-1 qui entraîne un grand remaniement de l’effectif azzurri. Plusieurs cadres sont cédés comme Hugo Campagnaro, ou Morgan de Sanctis mais le plus important reste la vente d'Edinson Cavani pour plus de 60 M€ permettant au Napoli de reconstruire une équipe notamment avec plusieurs joueurs du Real Madrid tels que Gonzalo Higuain, José Callejon, et Raul Albiol, ainsi que par le gardien espagnol Pepe Reina, prêté par Liverpool en passant par l'international belge Dries Mertens, le jeune gardien brésilien Rafael Cabral et le jeune attaquant colombien Duván Zapata.
Le Napoli commence sa saison sur les chapeaux de roues et est la seule équipe à pouvoir suivre la surprenante AS Roma. Les Azzurri s’inclinent face à la Roma (0-2) et se laissent distancer pendant que la Juventus refait son retard et prend la tête de la Serie A. La troisième place est très serrée entre le club partenopeo et la Fiorentina.

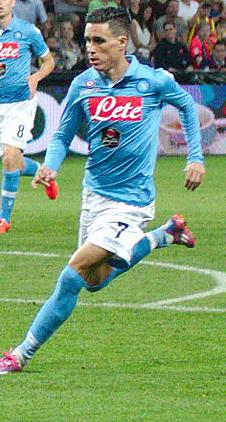
Callejon est un des joueurs clé du système de Rafael Benitez.

En Ligue des champions, le Napoli se retrouve dans l’un des groupes les plus relevés avec Arsenal, le Borussia Dortmund et l’Olympique de Marseille. Malgré quatre victoires, tout comme Arsenal et le Borussia Dortmund, Naples est éliminé et est reversé en Ligue Europa.

L’équipe de Naples vainqueur de la Coupe d’Italie en 2014.

Au mercato d'hiver le Napoli décide de se renforcer une nouvelle fois avec les achats du latéral gauche international algérien Faouzi Ghoulam, du défenseur Henrique Adriano Buss et du jeune Italo-Brésilien Jorge Luiz Frello dit Jorginho.
En février, tout s’accélère pour Naples, avec sa qualification pour la finale de la coupe d’Italie aux dépens de la Roma (2-3, 3-0), où le club retrouvera la Fiorentina qu’il parvient finalement à distancer en Série A. Le Napoli se qualifie également pour les huitièmes de finale de la Ligue Europa face à Swansea (0-0, 3-1) après un match retour où les Azzurri ont été virtuellement éliminés. En mars, le Napoli s’impose une nouvelle fois en championnat face à l’AS Roma (1-0) et se rapproche des Giallorossi.
Le Napoli dispute les huitièmes de finale de la Ligue Europa face au FC Porto. Malheureusement, après une défaite 1-0 au Portugal, le club partenopeo ne parvient pas à refaire son retard à San Paolo (2-2) et quitte la compétition en huitièmes de finale.
En mai, le Napoli retrouve en finale de la coupe d'Italie la Fiorentina et s'impose 3-1 grâce à un doublé de Lorenzo Insigne et d'un but de Dries Mertens dans les dernières secondes pour remporter la 5e coupe d'Italie de leur histoire.

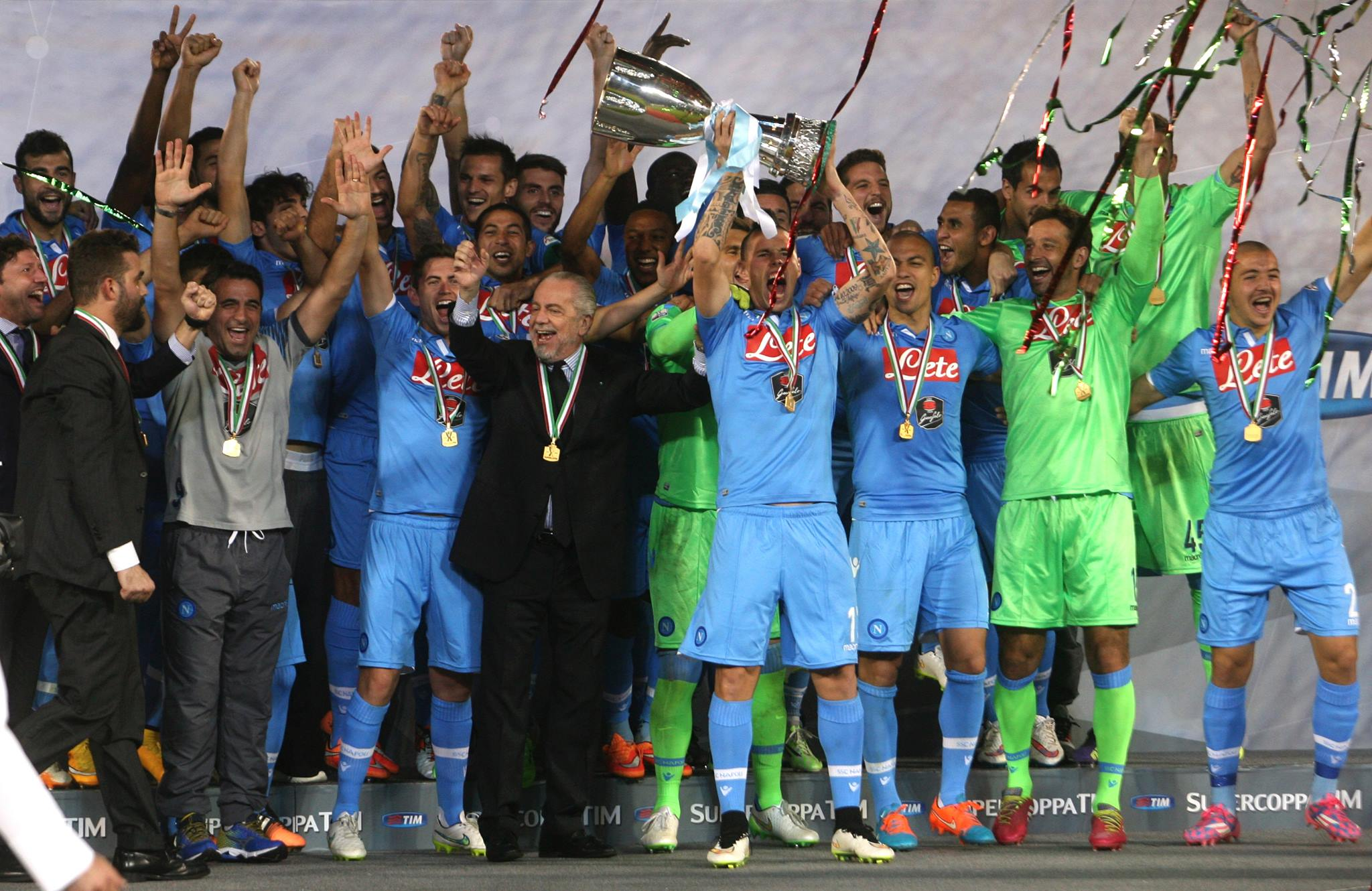
Napoli soulève la Supercoupe d’Italie en 2014.

Le Napoli terminera la saison à la 3e place derrière la Juventus et la Roma et se qualifie pour les barrages de Ligue des champions.
Le 22 décembre 2014, les azzurris gagnent la seconde Supercoupe d'Italie de leur histoire, en battant la Juventus avec le résultat complet de 7-8 après tirs au but (le match s'étant terminé 2-2 après les temps supplémentaires) à Doha, au Qatar.
Ils seront éliminés en barrages de la Ligue des Champions par l'Athletic Bilbao en faisant 1-1 au match aller au Stade San Paolo et en perdant 3-1 le match retour en Espagne. Naples va alors participer à la Ligue Europa et va disposer du Trabzonspor en seizième de finale (match aller 0-4 et match retour 1-0), du Dynamo Moscou en huitièmes (match aller 3-1 et match retour 0-0), VfL Wolfsbourg en quart (match aller 1-4, et match retour 2-2) et va rencontrer le Dnipro en demi-finale mais chute 1-0 au match retour en Ukraine après le match nul à l'aller (1-1).
Ils finissent cinquièmes du championnat à la fin de la saison et seront qualifié pour la Ligue Europa 2015-2016.
La saison 2015-2016 est marquée par l'arrivée de l'ancien entraîneur d'Empoli Maurizio Sarri, dont la philosophie de jeu est inspirée de celle de Pep Guardiola (possession de balle, jeu de passes rapides dans des petits espaces).

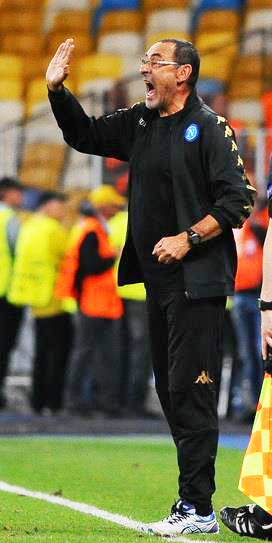
Sarri sur le banc du Napoli en 2016.

En Ligue Europa, les Napolitains terminent premier de leur groupe en remportant toutes les rencontres aller ainsi que retour, contre Midtjylland (5-0, 1-4), Bruges (5-0, 0-1) et le Legia Varsovie (0-2, 5-2). Ils battent le record de buts inscrits en phase de poule avec 22 buts. Mais malheureusement ils tombent en seizièmes contre le club espagnol de Villarreal (1-0 à l'aller en Espagne, 1-1 à Naples).
Malgré un début de championnat poussif (il faut attendre la 4e journée pour voir Naples remporter sa première victoire de la saison), Naples finit par s'installer en tête du classement en profitant de l'inconstance de l'AS Roma et surtout du début de saison catastrophique de la Juventus. Mais cette dernière finit par passer devant Naples à l'issue de la confrontation directe entre les deux équipes lors de la 25e journée (victoire 1-0 des Bianconeri). Après des résultats en dents de scie sur la fin de saison (3 défaites sur les 8 derniers matchs de championnat), Naples termine finalement deuxième de la compétition avec 82 points, une nouvelle fois derrière la Juventus, autrice quant à elle d'une deuxième partie de saison tonitruante avec 52 points sur 57 possibles. Les azzurris se qualifient néanmoins pour la prochaine Ligue des champions. Cette saison marque également le départ de Gonzalo Higuaín, qui bat le record de buts marqués en championnat en une seule saison avec 36 buts, vers la Juventus, chose que les napolitains ne vont guère apprécier.

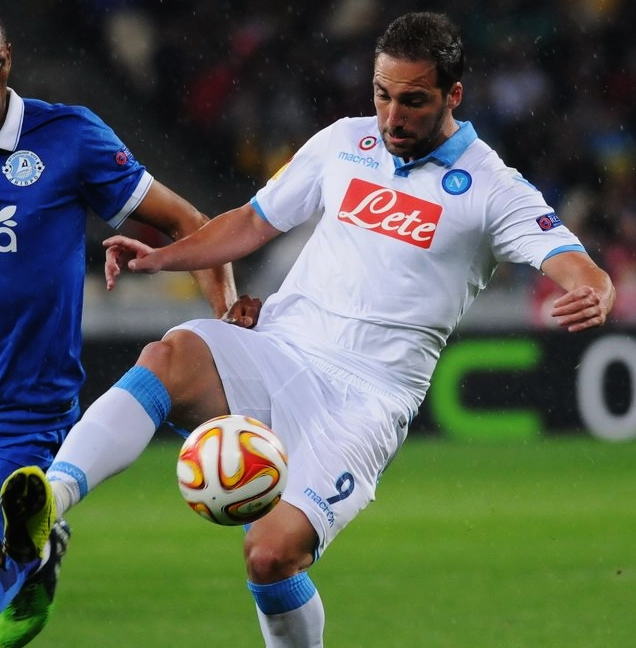
Gonzalo Higuaín bat le record de but sur une saison en 2016 avec 36 réalisations.

Après le départ de Gonzalo Higuain vers la Juventus lors du mercato de l'été 2016, Naples parvient à recruter quelques très bons joueurs pour la saison 2016-2017, et notamment deux internationaux polonais : Arkadiusz Milik (l'attaquant de l'Ajax Amsterdam) et Piotr Zielinski (le milieu de terrain offensif d'Empoli). Sont également recrutés Amadou Diawara (milieu de terrain guinéen évoluant à Bologne) et Marko Rog (jeu milieu de terrain croate qui évoluait au Dinamo Zagreb). Pour la deuxième année sous les ordres de Maurizio Sarri, les Azzurri réalisent à nouveau une très bonne saison : en championnat, l'équipe termine troisième avec 86 points derrière la Juventus et l'AS Roma mais se paye surtout le luxe d'avoir la meilleure attaque de la compétition (94 buts marqués). En Ligue des Champions, Naples parvient à terminer premier d'un groupe composé du Benfica Lisbonne, du Dynamo Kiev et du Besiktas Istanbul, mais se fait ensuite éliminer en 8e de finale par le Real Madrid, futur vainqueur de la compétition. Naples atteint également la demi-finale de Coupe d'Italie avant d'être éliminé par la Juventus dans la double-confrontation.

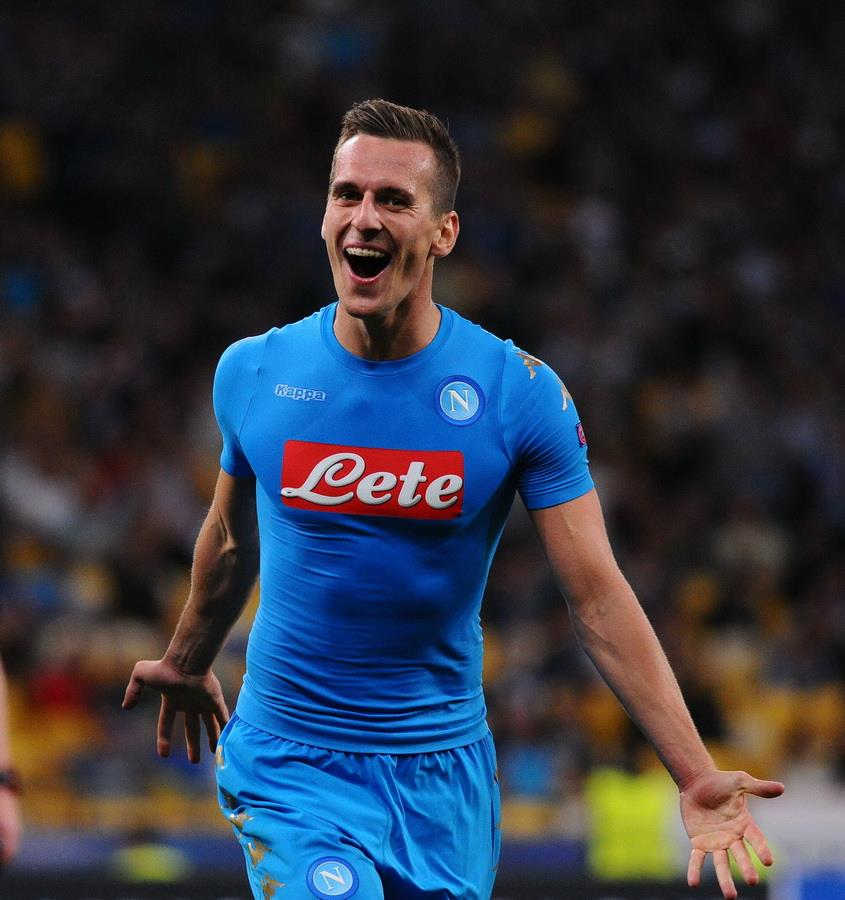
Arkadiusz Milik avec le Napoli en 2016.

Pour la saison 2017-2018, l'équipe évolue sous les ordres de Maurizio Sarri pour la troisième année consécutive. Conscient de la qualité de son effectif, le coach italien parvient à conserver tous les cadres de l'équipe, pensant qu'ils ont le talent nécessaire pour enfin mettre un terme à l'hégémonie de la Juventus. La première partie de championnat des Azzurri est impressionnante de régularité : après 19 rencontres, l'équipe compte 48 points sur 57 possible (contre 47 pour son poursuivant, la Juventus). Mais le manque de turn-over provoque l'épuisement des joueurs et la deuxième partie de saison de l'équipe devient poussive malgré un calendrier allégé dû aux éliminations précoces de l'équipe en Coupe d'Italie et en Ligue Europa. Malgré une saison aboutie et 91 points au compteur, Naples termine une nouvelle fois dauphin de la Juventus. Jamais dans l'histoire du football italien une équipe aura inscrit autant de points en championnat sans pour autant décrocher le titre.

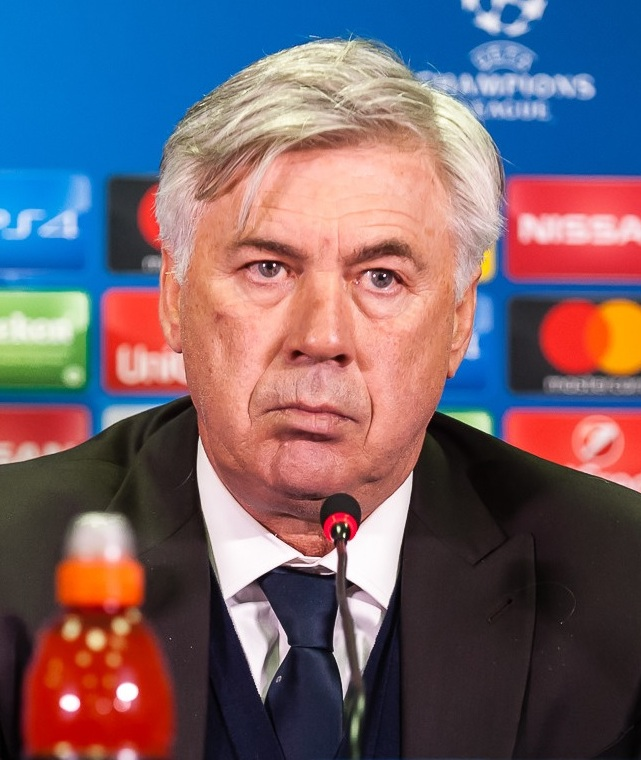
Carlo Ancelotti mène le Napoli à la seconde place du championnat.

Lors de la saison 2018-2019, une nouvelle ère commence pour le club grâce notamment à l'arrivée du nouvel entraîneur Carlo Ancelotti. Le mercato estival de Naples est fructueux : la plupart des cadres de l'équipe ont pu être conservés (Koulibaly, Insigne, Mertens, Hamšik, Callejon...) et le président De Laurentiis parvient à recruter Fabian Ruiz (du Bétis Séville), Simone Verdi (du FC Bologne), Amin Younes (de l'Ajax Amsterdam), le Français Kévin Malcuit (du LOSC Lille).

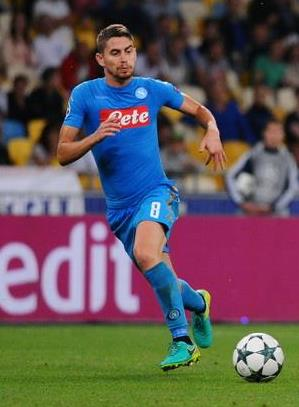
Jorginho avec Naples.

Trois nouveaux gardiens sont également recrutés à la suite du départ de Pepe Reina qui était en fin de contrat avec le club : David Ospina (prêté par Arsenal), Orestis Karnezis (Udinese) ainsi que le jeune espoir italien Alex Meret (Udinese). Toutes ces nouvelles recrues permettent au Napoli d'avoir une excellente profondeur de banc, chose indispensable pour briller dans plusieurs compétitions : championnat, coupe nationale et coupe d'Europe. L'international italien Jorginho est quant à lui transféré vers Chelsea (tout comme l'ancien entraîneur Maurizio Sarri) tandis que Christian Maggio s'engage à Benevento après dix années de bons et loyaux services au sein du club.

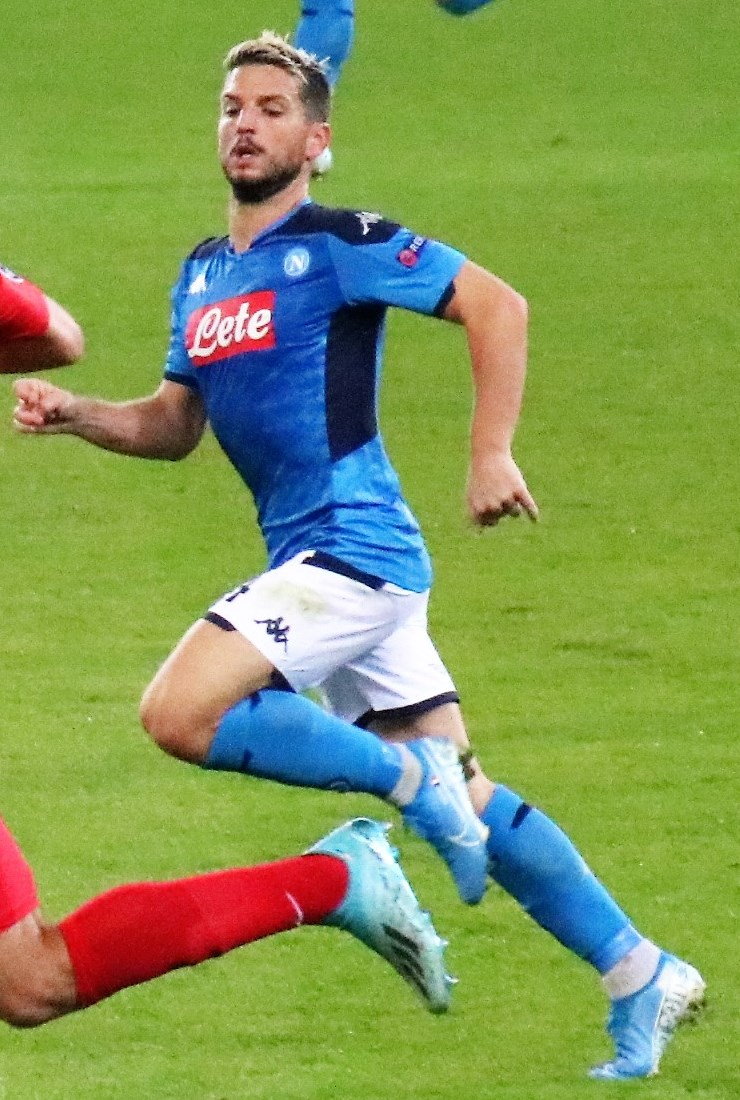
Dries Mertens, le meilleur buteur du club avec 148 buts.

Naples hérite d'un groupe extrêmement relevé en Ligue des Champions. Les italiens se voient confrontés lors de la première journée à l'Étoile Rouge de Belgrade, équipe présumée la plus faible du groupe mais contre laquelle ils ne parviennent qu'à faire match nul. Le reste du groupe C se compose du Paris-Saint-Germain et de Liverpool, le finaliste de l'édition précédente (2017-2018). Pour la deuxième journée, le Napoli reçoit les Reds à San Paolo. Alors que le match se dirige vers un nul, Lorenzo Insigne inscrit le but de la victoire (1-0) dans les dernières minutes. Au coude à coude avec leurs adversaires, les Napolitains cèdent finalement à la dernière journée à la suite d'une défaite à Anfield. Troisième du groupe à égalité de points avec Liverpool, futur vainqueur, le club est reversé en Ligue Europa. Après avoir fait tomber Zürich puis le RB Salzbourg, le club est éliminé en quarts de finale par Arsenal (2-0, 1-0). En championnat, le Napoli termine une nouvelle fois deuxième à onze points de la Juventus, une nouvelle fois sacrée.

Naples remporte la Coupe d’Italie en 2020 face à la Juventus Turin.

À l'aube de la saison 2019-2020, le club perd Raul Albiol (Villarreal) mais se renforce en attirant Kostas Manolas (AS Roma), Eljif Elmas (Fenerbahçe), Hirving Lozano (PSV Eindhoven) ou encore Fernando Llorente (Tottenham). Après avoir battu la Fiorentina lors de la première journée, les Napolitains connaissent une défaite cruelle le week-end suivant à l'Allianz Stadium. Menés 3-0 par la Juventus, ils s'offrent une incroyable remontée en quelques minutes avant de concéder la défaite sur un but contre son camp de Koulibaly dans les derniers instants du match (4-3). Irréguliers en championnat (défaite contre Cagliari, nuls contre le Torino et la SPAL), les joueurs se transcendent en Ligue des Champions en battant Liverpool (2-0), pour ce qui constituera la seule défaite des Reds sur la phase aller, puis Salzbourg. Quatrièmes de Serie A après la neuvième journée, les Napolitains restent dans le coup malgré un début de saison poussif.

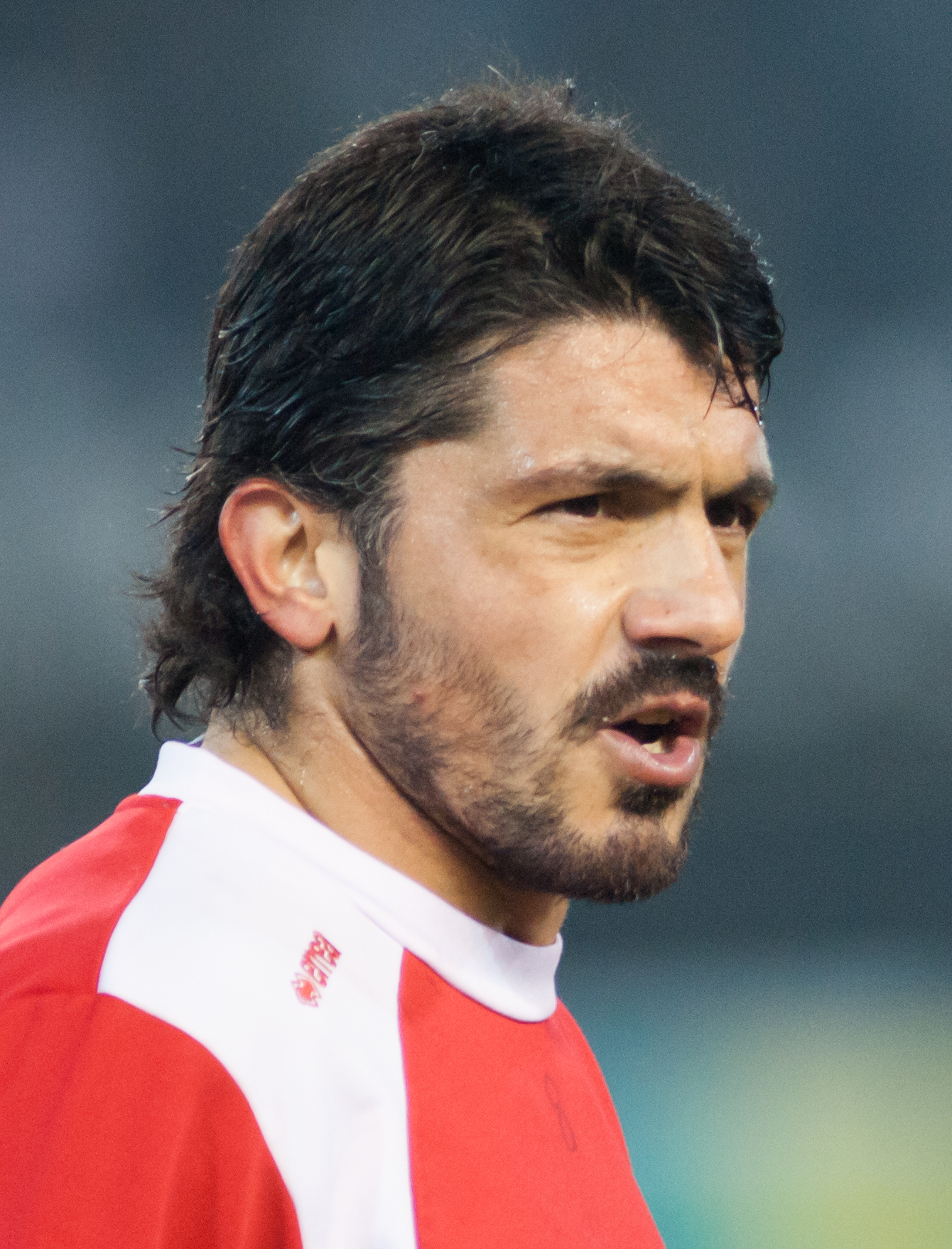
Genaro Gattuso dirige le Napoli durant 2 saisons mitigés.

Cependant, la situation va rapidement empirer pour le club. Après une défaite sur le terrain de la Roma début novembre, le président De Laurentiis décide, contre l'avis du coach Ancelotti, d'une mise au vert d'une semaine afin de remobiliser ses joueurs. Trois jours plus tard, le club concède un triste nul à domicile contre Salzbourg (1-1) qui compromet ses chances d'accéder au tour suivant. À la fin du match, les joueurs décident unanimement de rentrer chez eux, s'opposant ainsi au principe de mise au vert établi par la direction. Des altercations ont lieu dans les vestiaires entre le président et certains joueurs comme Lorenzo Insigne. En réaction, Aurelio De Laurentiis inflige une baisse de salaire brut de 25% à chacun de ses joueurs, à l'exception de Kevin Malcuit, blessé au moment des faits. Cet épisode ne fait qu'accentuer la tension entre les joueurs et la direction, alors que le coach, obligé de composer avec ces querelles internes, se retrouve dans une situation bien inconfortable. Les résultats sont en chute libre et le Napoli ne gagne aucun match en novembre. Toutefois, le club obtient un nul précieux à Liverpool (1-1) qui maintient intacte ses chances de huitièmes de finale de Ligue des Champions. Ce résultat n'est cependant qu'un mirage au sein du marasme que représente cette saison 2019-2020 déjà ratée. Après une nouvelle défaite contre Bologne (1-2), Carlo Ancelotti renvoie son équipe en mise au vert. Cette fois, le résultat est payant puisque le Napoli bat largement Genk (4-0) et valide son ticket pour la phase à élimination directe de Ligue des Champions, trois ans après sa dernière qualification à ce stade. Ce bon résultat ne sauve toutefois pas le poste d'Ancelotti. Après avoir refusé de démissionner, l'entraîneur est démis de ses fonctions le 10 décembre.

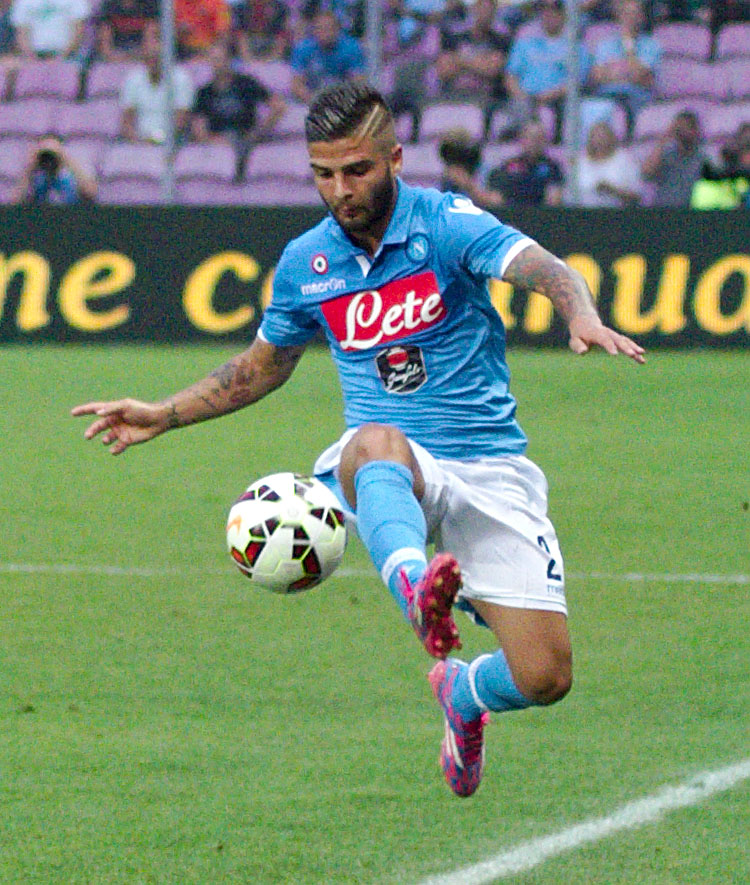
Lorenzo Insigne inscrit 121 buts sous les couleurs de Naples.

Il est remplacé dans la foulée par Gennaro Gattuso, qui entraînait le Milan AC la saison précédente. Pour autant, l'électrochoc espéré par la direction n'a pas lieu, et le Napoli concède quatre défaites (Parme, Inter, Lazio et Fiorentina) pour une seule victoire à Sassuolo (1-2). Après vingt journées, le club occupe une piteuse onzième place, à quatorze points de la quatrième place. Le mercato d'hiver est agité, Diego Demme (Leipzig), Stanislav Lobotka (Celta Vigo) et Matteo Politano (Inter Milan) venant renforcer l'effectif pour tenter de remonter la pente.
Après le long arrêt du championnat, à la suite de la pandémie de COVID 19, le Napoli sauve sa saison en remportant la coupe d'Italie au détriment de son rival historique, la Juventus de Turin, s'offrant de plus une qualification pour la Ligue Europa. Par ailleurs, les Azzurri finissent le championnat en septième position, bien loin des attentes fixées.
À l'été 2020, Victor Osimhen, le 4e meilleur buteur ex æquo avec Neymar lors de la saison 2019-2020 de Ligue 1 est recruté en provenance du Lille OSC. Il marquera son premier but pour Naples le 17 octobre 2020 contre l'Atalanta Bergame.

Lors de la saison 2020-2021, encore marquée par la pandémie de COVID 19, le SSC Naples termine cinquième, alors qu'en mars 2021, Insigne a été élu meilleur joueur de Serie A du mois. L'équipe, qui voulait à tout prix retrouver la Ligue des champions, s'effondre lors de la dernière journée avec un match nul contre l'Hellas Vérone à domicile. Le Napoli avait pourtant son destin en main car avant la 38e journée, le club était classé 4e avec 1 point d'avance sur la Juventus, synonyme de qualification en Ligue des Champions. En Coupe d'Italie, le Napoli termine la course en demi-finale, où il échoue face à l'Atalanta, avec Hirving Lozano au 2e rang des meilleurs buteurs de la Coupe. En Ligue Europa, après avoir terminé 1er du groupe F, Naples est éliminé par le Granada CF en seizième de finale.

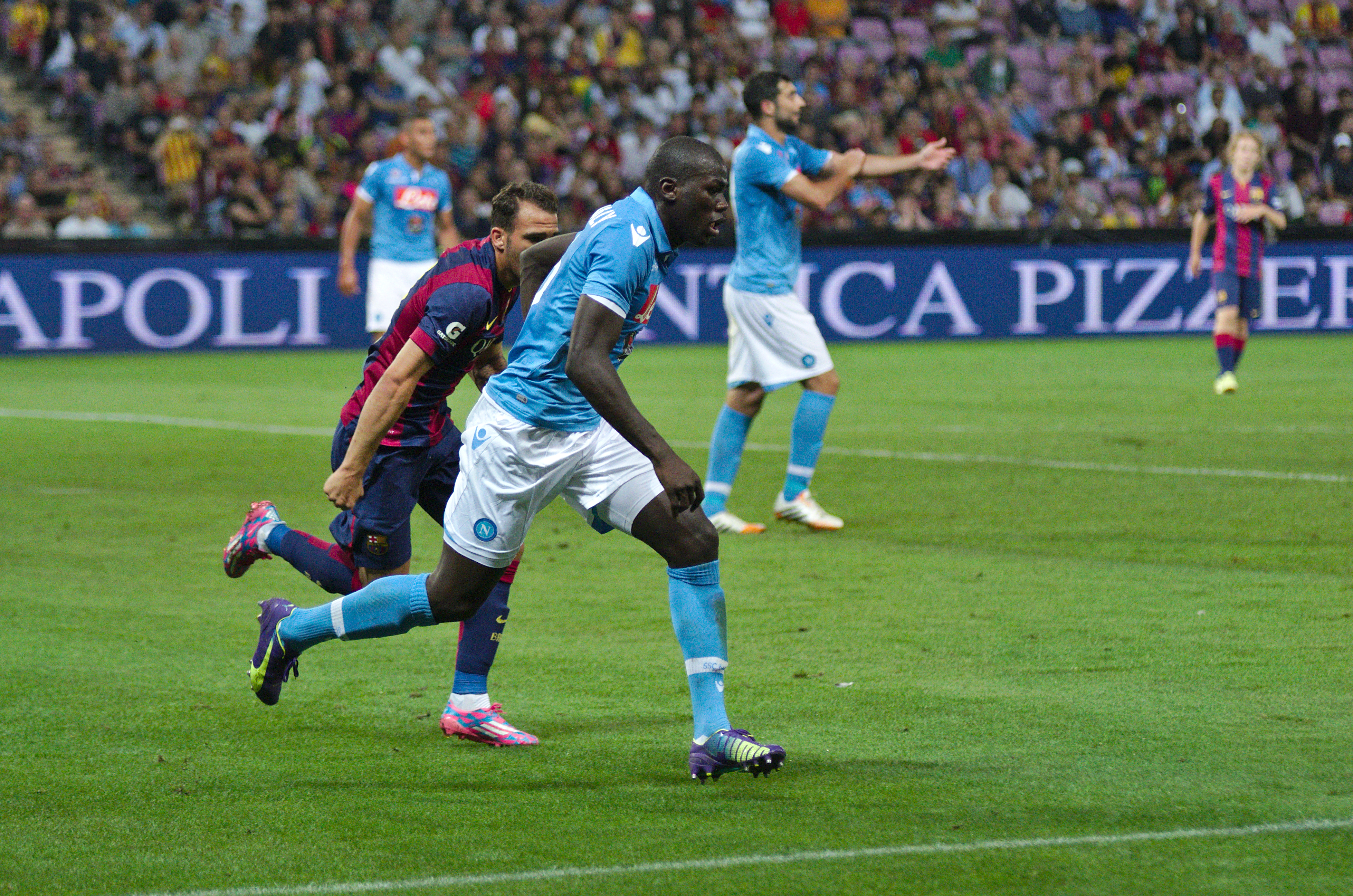
Koulibaly s'impose comme un des meilleurs défenseur de Serie A au sein de la formation napolitaine.

#### Naples au sommet: Les 3emeet 4èmeScudetto(2021- Aujourd’hui)
| Saisons 2021–2025              |                    |        |
| Saison                         | Classement         | Points |
| 2021/22                        | Médaille de bronze | 79     |
| 2022/23                        | Médaille d'or      | 90     |
| 2023/24                        | 10.                | 53     |
| 2024/25                        | Médaille d'or      | 82     |
| Vert : Victoire en championnat |                    |        |

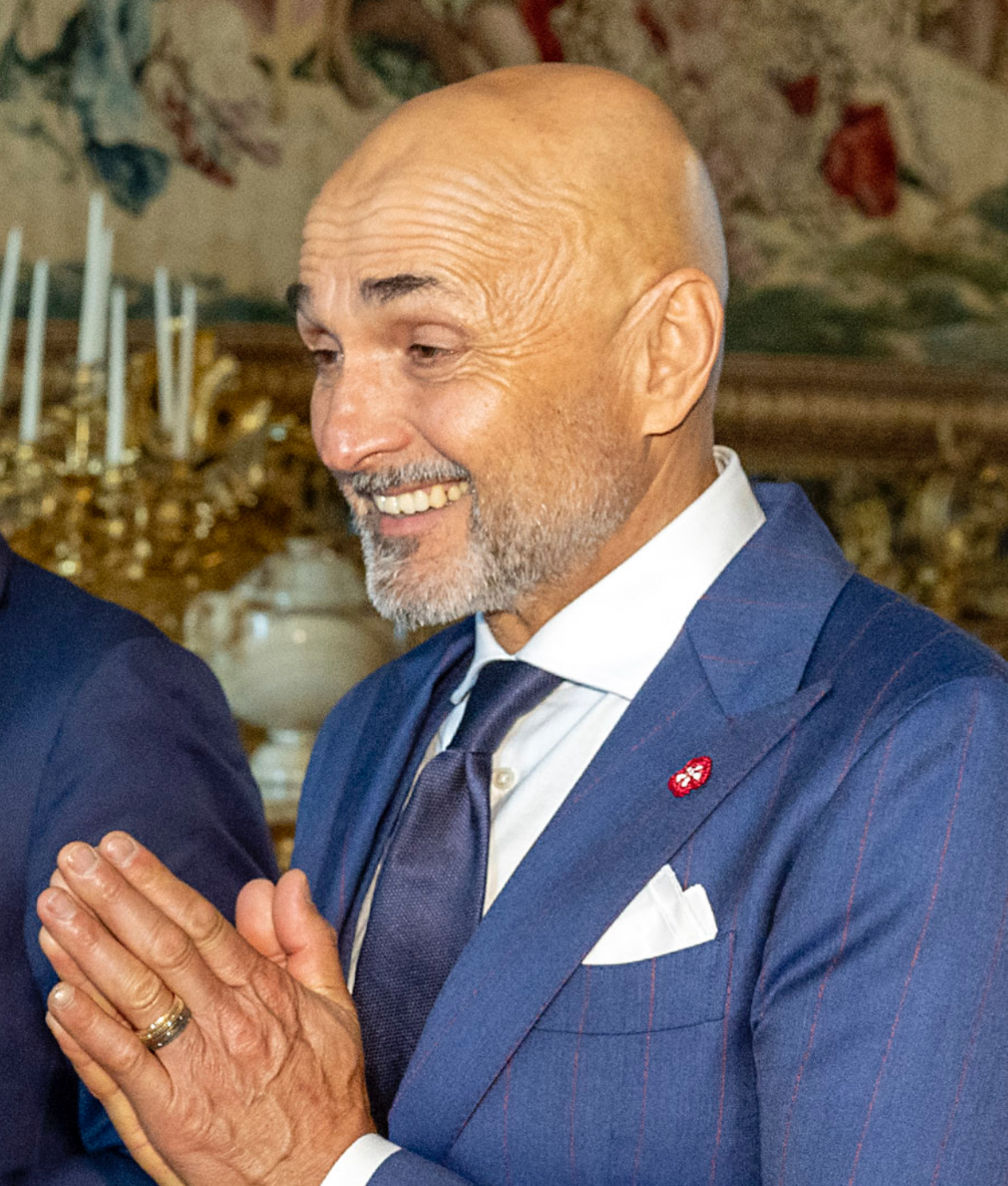
Luciano Spaletti permet à Naples de remporter le Scudetto 33 ans après le dernier.

Lors de la saison 2021-22, Luciano Spalletti est engagé en tant qu'entraîneur de Naples. La saison de Serie A commence sur les chapeaux de roue, avec huit victoires en autant de matchs, dont une victoire en remontée 2-1 contre la Juventus et deux victoires consécutives 4-0 contre l'Udinese et la Sampdoria, égalant ainsi le meilleur départ de leur histoire quatre ans plus tôt sous la direction de Sarri.
Cependant, le club napolitain a du mal à suivre le rythme de l'Inter et de l'AC Milan, et termine finalement troisième, ce qui est tout de même suffisant pour la Ligue des champions, derrière les deux clubs milanais. Deux de ses joueurs sont élus meilleurs joueurs du mois de Serie A, Koulibaly en septembre 2021, et Osihmen en mars 2022. En Coppa Italia, cependant, Naples s'est effondré de manière sensationnelle contre la Fiorentina en 16e de finale. En Ligue Europa, il termine deuxième de son groupe derrière le Spartak Moscou, et est contraint de disputer les barrages de la phase à élimination directe, où il s'incline face au FC Barcelone (1-1; 2-4).
La saison 2022-23 sonne comme un renouveau pour la formation campanienne. Grâce à sa troisième place de la saison précédente, Naples retrouve la Ligue des champions après deux ans d'absence. Cette saison-là est la première en dix ans sans Lorenzo Insigne, capitaine durant les quatre années précédentes, parti au Toronto FC après l'expiration de son contrat avec les Azzurri. De nombreux cadres quittent aussi le club comme David Ospina, Faouzi Ghoulam, et Dries Mertens en raison de l'expiration de leurs contrats respectifs, tandis que Kalidou Koulibaly est transféré à Chelsea pour 38 millions d'euros et Fabian Ruiz au PSG pour 23 millions d'euros. Pour pallier ces départs, Naples procède aux recrutements de nombreux joueurs dont Kim Min-jae, Giovanni Simeone ou encore le jeune géorgien Khvicha Kvaratskhelia. À la suite des départs de plusieurs vice-capitaines, Giovanni Di Lorenzo est alors nommé nouveau capitaine de l'équipe.

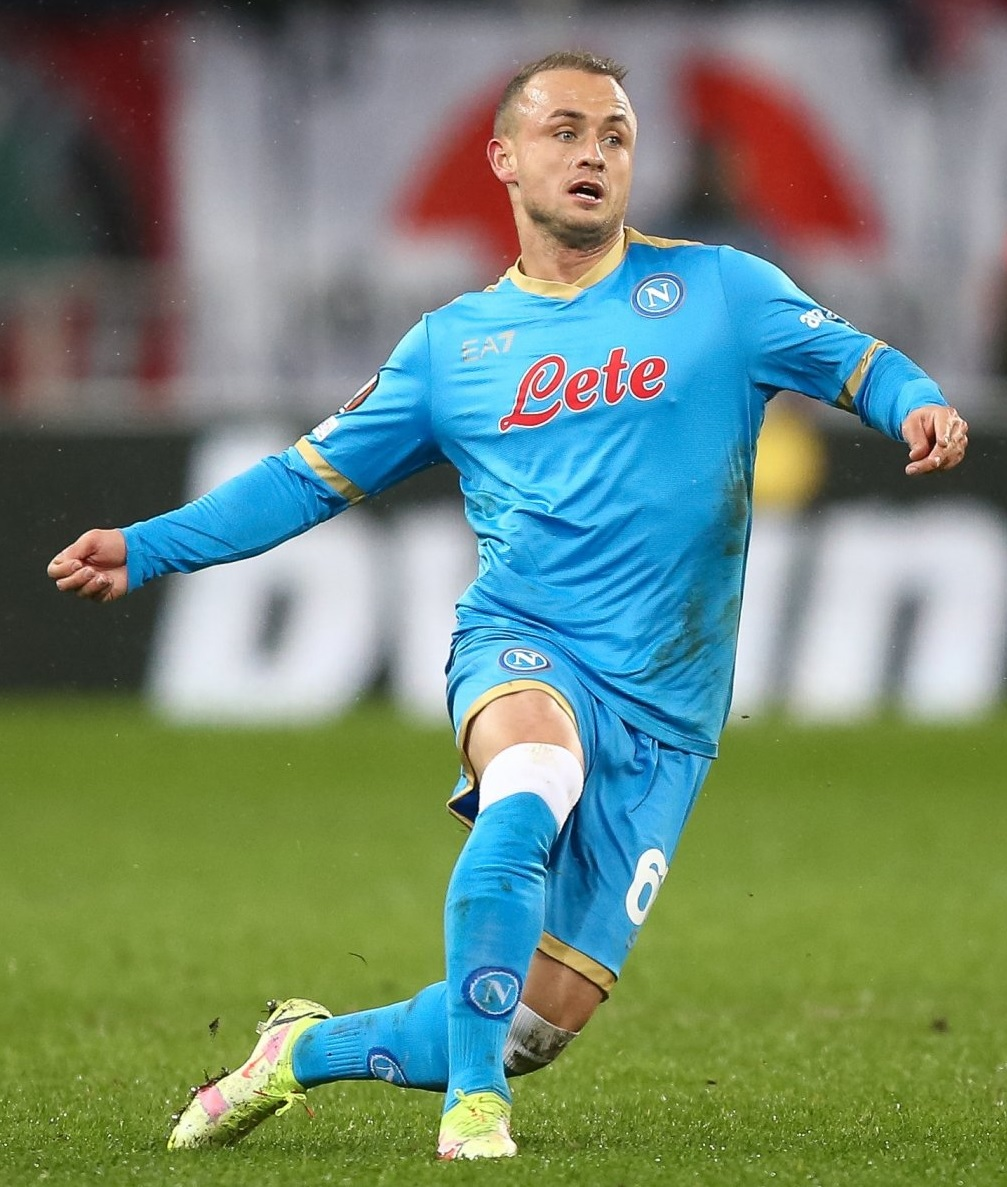
Stanislav Lobotka est un des piliers du milieu de terrain napolitain.

Le 4 mai 2023 déjà, lors de la 33e journée sur 38, grâce à un nul contre Udinese (1:1, but d'Osihmen pour Naples), les Azzurri remportent leur troisième scudetto, le premier depuis l'époque de Maradona, ayant pris la première place dès la première journée, position gardée durant toute cette fantastique saison à l'exception de la quatrième et cinquième journée où l'Atalanta leur ravit temporairement cette première place. Entre la cinquième et la quinzième journée, Naples enchaîne 11 victoires d'affilée. Elle est aussi la troisième équipe sous l'ère des trois points à obtenir 50 points au milieu du championnat. Dès le premier mois, celui d'août 2022, Kvaratskhelia, auteur de 3 buts au cours des deux premiers matches, est élu meilleur joueur du championnat, un titre qui lui est à nouveau décerné en février et en mars 2023. En septembre 2022 Kim Min-jae reçoit cette distinction et en janvier 2023 c'est au tour de Victor Osihmen, qui termine meilleur buteur du championnat avec 26 buts.
La ville, qui se préparait depuis des jours, retrouve une ferveur exceptionnelle,,.
Leur parcours en Ligue des Champions est tout aussi historique. Naples termine premier du groupe A en ayant battu deux fois l'Ajax (4-2 ; 1-6), deux fois les Rangers (3-0 ; 0-3), une fois Liverpool (4-1 ; 2-0). Ils se qualifient pour la cinquième fois de leur histoire en huitièmes de finale où ils battent Francfort (3-0 ; 0-2). Les joueurs écrivent l'histoire car c'est la première fois que le Napoli se qualifie pour les quarts de finale. Toutefois, l'épopée européenne s'arrête face à l'AC Milan (1-1 ; 1-0).
Une fois le titre gagné, Luciano Spalletti quitte le club, exprimant son souhait de prendre une année sabbatique. C'est le français Rudi Garcia, passé par la Roma entre 2013 et 2016, qui est choisi pour le remplacer sur le banc azzuri,. Mais la saison napolitaine tourne rapidement au fiasco : lâché par les cadres Victor Osimhen et Khvicha Kvaratskhelia, Garcia n'obtient pas les résultats souhaités et est limogé dès la douzième journée après une défaite contre Empoli,. Son remplaçant, Walter Mazzarri, ne tient que 3 mois et est licencié en février 2024.

## Bilan et historique saison par saison
| 1er août 1926      | Création du Napoli Calcio |
| 6 décembre 1959    | Inauguration du Stade San Paolo match Napoli-Juventus 2-1 |
| 21 juin 1962       | 1er victoire en Coupe d'Italie match Napoli-Spal 2-1 |
| 29 juin 1976       | 2e victoire en Coupe d'Italie match Napoli-Verona 4-0 |
| 16 septembre 1984  | 1er match de Maradona en Serie A match Verona - Napoli 3-1                                                                                                   |
| 10 mai 1987        | 1er scudetto match Napoli - Fiorentina 1-1 |
| 13 juin 1987       | 3e victoire en Coupe d'Italie match Atalanta-Napoli 0-1 |
| 17 mai 1989        | Victoire en Coupe UEFA match Stuttgart-Napoli 3-3 (4-5) |
| 29 avril 1990      | 2e scudetto match Napoli-Lazio 1-0 |
| 1er septembre 1990 | 1er victoire en Supercoupe d'Italie match Napoli-Juventus 5-1                                                                                                |
| 2 août 2004        | Faillite du SSC Napoli, repart de la Serie C1 avec le nom "Napoli Soccer"                                                                                    |
| 23 mai 2006        | Réacquisition de la dénomination de Società Sportiva Calcio Napoli abandonnée à cause de la faillite.                                                        |
| 10 juin 2007       | Promu l'année précédente en Série B, Naples termine deuxième derrière la Juventus et retrouve ainsi la Série A                                               |
| 18 mai 2008        | L'année du retour en Série A, Naples termine huitième et se qualifie pour la coupe Intertoto                                                                 |
| 27 mai 2010        | Fin mai, Naples retrouve l'Europe en terminant sixième du championnat, c'est-à-dire, la Ligue Europa.                                                        |
| 29 mai 2011        | Après une troisième place, les hommes de Walter Mazzarri se qualifient pour la phase de groupes de la Ligue des champions, un retour après 20 ans d'absence. |
| 20 mai 2012        | 4e victoire en Coupe d'Italie match Juventus-Napoli 0-2 |
| 3 mai 2014         | 5e victoire en Coupe d'Italie match Fiorentina-Napoli 1-3 |
| 22 décembre 2014   | 2e victoire en Supercoupe d'Italie match Juventus-Napoli 2-2 (7-8 tab)                                                                                       |
| 17 juin 2020       | 6e victoire en Coupe d'Italie match Napoli-Juventus 0-0 (4-2 tab)                                                                                            |
| 4 mai 2023         | 3e scudetto match Udinese-Napoli 1-1 |
| 23 mai 2025        | 4e scudetto match Napoli-Cagliari 2-0 |

- 1926 : Fondation de l'Associazione Calcio Napoli
- 1926-1927 : 10e du groupe A de la division nationale.
- 1927-1928 : 9e du groupe A de la division nationale.
- 1928-1929 : 8e du groupe B de la division nationale. Accès à la nouvelle Serie A.
- 1929-1930 : 5e en Serie A.
- 1930-1931 : 6e en Serie A.
- 1931-1932 : 9e en Serie A.
- 1932-1933 : 3e en Serie A.
- 1933-1934 : 3e en Serie A.
- 1934-1935 : 7e en Serie A.
- 1935-1936 : 8e en Serie A.
- 1936-1937 : 13e en Serie A.
- 1937-1938 : 10e en Serie A.
- 1938-1939 : 5e en Serie A.
- 1939-1940 : 13e en Serie A.
- 1940-1941 : 7e en Serie A.
- 1941-1942 : 15e en Serie A. Rétrogradation en Serie B.
- 1942-1943 : 3e en Serie B.
- 1943-1945 : Championnat suspendu pour cause de seconde guerre mondiale.
- 1945-1946 : 1er dans le championnat centre-sud. Promu en Serie A. 5e au classement final de la division nationale.
- 1946-1947 : 8e en Serie A.
- 1947-1948 : 21e en Serie A. Rétrogradation administrative en Serie B.
- 1948-1949 : 5e en Serie B.
- 1949-1950 : 1er en Serie B. Promu en Serie A.
- 1950-1951 : 6e en Serie A.
- 1951-1952 : 6e en Serie A.
- 1952-1953 : 4e en Serie A.
- 1953-1954 : 5e en Serie A.
- 1954-1955 : 6e en Serie A.
- 1955-1956 : 14e en Serie A.
- 1956-1957 : 11e en Serie A.
- 1957-1958 : 4e en Serie A.
- 1958-1959 : 9e en Serie A.
- 1959-1960 : 14e en Serie A.
- 1960-1961 : 17e en Serie A. Rétrogradation en Serie B.
- 1961-1962 : 2e en Serie B. Promu en Serie A. Vainqueur de la Coupe d'Italie.
- 1962-1963 : 16e en Serie A. Rétrogradation en Serie B.
- 1963-1964 : 8e en Serie B.
- 1964 : L'équipe prend la dénomination Società Sportiva Calcio Napoli.
- 1964-1965 : 2e en Serie B. Promu en Serie A.
- 1965-1966 : 3e en Serie A. Vainqueur de la Coupe des Alpes.
- 1966-1967 : 4e en Serie A.
- 1967-1968 : 2e en Serie A.
- 1968-1969 : 7e en Serie A.
- 1969-1970 : 6e en Serie A.
- 1970-1971 : 3e en Serie A.
- 1971-1972 : 8e en Serie A.
- 1972-1973 : 9e en Serie A.
- 1973-1974 : 3e en Serie A.
- 1974-1975 : 2e en Serie A.
- 1975-1976 : 5e en Serie A. Vainqueur de la Coupe d'Italie.
- 1976-1977 : 7e en Serie A. Vainqueur de la Coupe de la ligue Anglo-italienne.
- 1977-1978 : 6e en Serie A.
- 1978-1979 : 6e en Serie A.
- 1979-1980 : 11e en Serie A.
- 1980-1981 : 3e en Serie A.
- 1981-1982 : 4e en Serie A.
- 1982-1983 : 9e en Serie A.
- 1983-1984 : 11e en Serie A.
- 1984-1985 : 8e en Serie A.
- 1985-1986 : 3e en Serie A.
- 1986-1987 : Champion d'Italie. Vainqueur de la Coupe d'Italie.
- 1987-1988 : 2e en Serie A.
- 1988-1989 : 2e en Serie A. Vainqueur de la Coupe UEFA.
- 1989-1990 : Champion d'Italie.
- 1990-1991 : 7e en Serie A. Vainqueur de la Supercoupe d'Italie.
- 1991-1992 : 4e en Serie A.
- 1992-1993 : 11e en Serie A.
- 1993-1994 : 6e en Serie A.
- 1994-1995 : 7e en Serie A.
- 1995-1996 : 10e en Serie A.
- 1996-1997 : 12e en Serie A.
- 1997-1998 : 18e en Serie A. Rétrogradation en Serie B.
- 1998-1999 : 9e en Serie B.
- 1999-2000 : 2e en Serie B. Promu en Serie A.
- 2000-2001 : 16e en Serie A. Rétrogradation en Serie B.
- 2001-2002 : 5e en Serie B.
- 2002-2003 : 16e en Serie B.
- 2003-2004 : 14e en Serie B.
- 2004 : Le club est exclu des ligues professionnelles en raison de défauts financiers. Constitution du Napoli Soccer et le club repart de la Serie C1
- 2004-2005 : 3e en Serie C1 groupe B, le club dispute les play-offs.
- 2005-2006 : 1er en Serie C1 groupe B. Promu en Serie B.
- 2006 : Le club retrouve la dénomination Società Sportiva Calcio Napoli.
- 2006-2007 : 2e en Serie B. Promu en Serie A.
- 2007-2008 : 8e en Serie A.
- 2008-2009 : 12e en Serie A.
- 2009-2010 : 6e en Serie A.
- 2010-2011 : 3e en Serie A.
- 2011-2012 : 5e en Serie A. Vainqueur de la Coupe d'Italie.
- 2012-2013 : 2e en Serie A.
- 2013-2014 : 3e en Serie A. Vainqueur de la Coupe d'Italie.
- 2014-2015 : 5e en Serie A. Vainqueur de la Supercoupe d'Italie.
- 2015-2016 : 2e en Serie A.
- 2016-2017 : 3e en Serie A.
- 2017-2018 : 2e en Serie A.
- 2018-2019 : 2e en Serie A.
- 2019-2020 : 7e en Serie A. Vainqueur de la Coupe d'Italie.
- 2020-2021 : 5e en Serie A.
- 2021-2022 : 3e en Serie A.
- 2022-2023 : Champion d'Italie.
- 2023-2024 : 10e en Serie A.
- 2024-2025 : Champion d'Italie.

## Identité du club

### Couleurs et symboles
Au moment de sa fondation en 1926, un maillot bleu clair (azzurro) et un short blanc fut adopté en hommage à la mer du golfe de Naples. Le premier symbole, c'est-à-dire le cheval, se référait au symbole de la province de Naples. Le cheval est encore aujourd'hui le symbole de la Province de Naples. En conséquence de la dernière place obtenue par Naples dans sa première saison, les supporters décidèrent de remplacer le cheval avec l'âne, pour beaucoup d'années associées à la société partenopea.
Depuis, le bleu azzurro est resté la couleur officielle jusqu'à aujourd'hui.
En 1964-1966 le président Roberto Fiore décida de changer les couleurs du maillot: pendant cette saison, le Napoli joua avec un maillot blanc avec une bande transversale bleue. La saison suivante, le maillot redevenait le traditionnel. Depuis 1981, le nom du sponsor principal apparaît sur le maillot.
La saison 2002-2003, disputée en Serie B, fut la seconde et dernière saison où ils n'utilisèrent pas l'uniforme bleu. Dans cette saison, l'ancien sponsor technique Diadora habilla le Napoli avec des bandes verticales blanc-bleues, rappelant l'Argentine.
| 1926-60 | 1964-65 | 1986-1991 | 2002-03 | 2005-06 | 2008-09 | 2009-10 | 2010-11 |  |

| 2011-12 | 2015-16 | 2016-17 | 2018-19 |  |

### Logos
Le premier blason de Naples, en 1926, était constitué d'un ovale avec au centre un cheval blanc appuyé sur un ballon et contourné par les initiales de la dénomination de cette époque de la société partenopea: "ACN" (Associazione Calcio Napoli), le tout sur fond bleu. Ce fut le blason de la société napolitaine pour un an seulement. Le club adopte ensuite un blason de forme circulaire avec un N couleur or sur fond bleu et le contour extérieur avec une couleur or.
Le blason changea en 1964 de nouveau, en concomitance avec le changement de dénomination en Società Sportiva Calcio Napoli: le N fut rapetissé pour faire place au sigle SSC Napoli à ses pieds. En 1980, la couronne devint blanche et fut disposé en longueur, en sens circulaire, la dénomination de la société écrite en étendue. Les changements successifs furent moindres, le plus souvent chromatiques, comme en 2002 où la couronne devint bleue obscure, avec l'inscription de la société et le N central coloré de blanc.
À la suite de la faillite, l'inscription de la société fut éliminée de la couronne - maintenant de couleur bleue nuit - et remplacée avec une légende de la nouvelle dénomination de la société, Naples Soccer. Le Napoli, retrouvant la Serie A en 2006, réacquis sa vieille dénomination de Società Sportiva Calcio Napoli. La légende Napoli Soccer fut donc enlevée et la couronne redevint bleue.

1926-1928
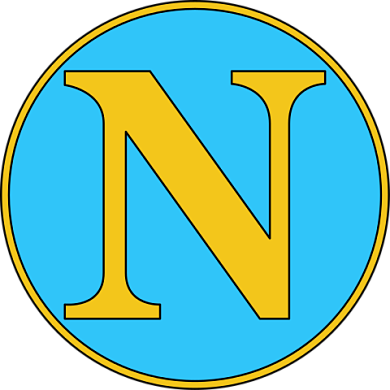
1928-1964
1964-1980
1980-2002
2002-2004
2004-2005
2005-2006
2006-2024
Depuis 2024

### Numéro retiré
| N° | Nat.                   | Poste | Nom du joueur          |
| -- | ---------------------- | ----- | ---------------------- |
| 10 | Drapeau de l'Argentine | M     | Diego Armando Maradona |

Avec l'avènement de la règle de la numérotation fixe à partir de 1995, le Napoli retire en 2000 le maillot numéro 10 ayant appartenu à Diego Armando Maradona de 1984 à 1991, comme un hommage à sa classe et à la contribution considérable offerte durant 7 saisons avec le maillot azzurro. Dans l'ordre, les derniers à avoir porté le numéro 10 avec l'avènement de la numérotation fixe furent Fausto Pizzi (en 1995-1996), Beto (en 1996-1997), Igor Protti (en 1997-1998) et Claudio Bellucci (1998-2000), dernier footballeur à avoir joué et marqué un but avec le numéro 10 en Série B.
Cependant, pour motifs réglementaires, le numéro fut réimprimé sur les maillots de Naples de 2004 à 2006 en Serie C1, tournoi où la numérotation du 1 au 11 est toujours en vigueur. Le dernier footballeur à marquer un but avec ce maillot dans une compétition officielle fut Mariano Bogliacino dans un match à domicile le 18 mai 2006 contre La Spezia, valable pour la finale du match retour de la Supercoupe de C1; honneur qu'il lui appartient aussi pour la dernière apparition en championnat le 12 mai 2006 dans un match à domicile contre le Lanciano. En revanche, le footballeur argentin Sosa est le dernier joueur ayant revêti le numéro 10 à avoir marqué un but au Stadio San Paolo. C'était contre Frosinone le 30 avril 2006.

### Mascotte et hymne
La mascotte du club est « O' Ciuccio » (« L'âne » en napolitain), originellement un cheval héraldique.
O Surdato 'nnammurato (Le Soldat Amoureux) est reconnu comme étant leur hymne historique depuis le 7 décembre 1975, où les tifosi entonnent spontanément la chanson composée par le célèbre auteur napolitain Aniello Califano, chantée par le musicien Enrico Cannio en 1915 et reprise par Massimo Ranieri en 1972. Depuis le décès en 2015 du célèbre chanteur napolitain Pino Daniele, les supporters chantent de temps en temps la célèbre chanson Napule è (Naples est), en l'honneur du chanteur. La chanson Napoli de Nino D'Angelo, particulièrement populaire dans les années 1980-90 a été réenregistrée à l'occasion du scudetto de 2023 et fut dévoilée lors des festivitées du titre.

### Sponsors et équipementiers
| - Puma (1978-1980) - NR (Ennerre) (1980-1984) - Linea Time (1984-1985) - NR (Ennerre) (1985-1991) - Umbro (1991-1994) - Lotto (1994-1997) - Nike (1997-2000) - Diadora (2000-2003) - Legea (2003-2004) - Kappa (2004-2006) - Diadora (2006-2009) - Macron (2009-2015) - Kappa (2015-2021) - EA7 (2021-) |

| - Snaidero (1981-1982) - Cirio (1982-1983) - Latte Berna (1983-1984) - Cirio (1984-1985) - Buitoni (1985-1988) - Mars (1988-1991) - Voiello (1991-1994) - Record Cucine (1994-1996) - Centrale latte di Napoli (1996-1997) - Polenghi (1997-1999) - Peroni (1999-2003) - Russo di Cicciano (2003-2004) - Sky Captain - Christmas in Love - Manuale d'amore - Mandi (2004-2005) - Lete (2005-2011) - Lete - MSC Crociere (2011-2014) - Lete - Pasta Garofalo (2014-2016) - Lete - Pasta Garofalo - Kimbo (2016-2019) - Lete - MSC Crociere - Kimbo (2019-2021) - Lete - MSC Crociere - Floki.com - Amazon (2021-2022) - Lete - MSC Crociere - Amazon (2022) - Lete - MSC Crociere - Upbit - Amazon (2023) - MSC Crociere - Upbit - eBay (2023-2024) - MSC Crociere - Sorgesana (2024-) |

## Palmarès

### Titres
| Compétitions nationales | Compétitions internationales |
| - Championnat d'Italie (4) : - Champion : 1987, 1990, 2023 et 2025. - Vice-champion : 1968, 1975, 1988, 1989, 2013, 2016, 2018 et 2019. - Coupe d'Italie (6) : - Vainqueur : 1962, 1976, 1987, 2012, 2014 et 2020. - Finaliste : 1972, 1978, 1989 et 1997. - Supercoupe d'Italie (2) : - Vainqueur : 1990 et 2014. - Finaliste : 2012, 2020 et 2023. - Serie B (1) : - Champion : 1950. - Vice-champion : 1962, 1965 et 2007. - Serie C1 (1) : - Champion : 2006. | - Ligue des champions : - Meilleure performance : Quart de finaliste en 2023. - Coupe d'Europe des vainqueurs de coupe : - Meilleure performance : Demi-finaliste en 1977. - Coupe de l'UEFA / Ligue Europa (1) : - Vainqueur : 1989. - Coupe des Alpes (1) : - Vainqueur : 1966. - Coupe de la Ligue anglo-italienne (1) : - Vainqueur : 1976. |

| Compétitions nationales non officielles                               | Compétitions internationales non officielles |
| - Trophée Birra Moretti (1) : - Vainqueur : 2005. - Finaliste : 2006. | - Trophée Ciudad de Palma (1) : - Vainqueur : 2011. - Trophée Acqua LETE Cup (2) : - Vainqueur : 2012 et 2013. - Trophée MSC Cup (2) : - Vainqueur : 2012 et 2013. - Audi Cup - Troisième : 2017. |

### Adversaires européens
| Albanie - KF Vllaznia Shkodër |

| Allemagne - Bayern Munich - Borussia Dortmund - Eintracht Francfort - Hanovre 96 - FC Kaiserslautern - Lokomotive Leipzig - RB Leipzig - VfB Stuttgart - Union Berlin - Werder Brême - VfL Wolfsbourg |

| Angleterre - Arsenal - Burnley - Chelsea - Leeds United - Leicester City - Liverpool - Manchester City - Sheffield Wednesday - Southampton - Swansea City - Swindon Town |

| Autriche - Admira Vienne - Red Bull Salzbourg - Wiener Sport-Club |

| Belgique - RSC Anderlercht - Club Bruges - Genk - Standard - KSV Waregem |

| Chypre - APOEL Nicosie |

| Croatie - HNK Rijeka |

| Danemark - B 1909 Odense - FC Midtjylland |

| Écosse - Hibernian - Rangers |

| Espagne - Athletic Bilbao - FC Barcelone - Grenade CF - Real Madrid - Real Sociedad - Valence CF - Villarreal CF |

| France - Girondins de Bordeaux - Olympique de Marseille - FC Metz - OGC Nice - Paris Saint-Germain - Toulouse FC |

| Grèce - Olympiakos - Paniónios - PAOK Salonique |

| Géorgie - Dinamo Tbilissi |

| Hongrie - MOL Fehérvár FC - Újpest FC |

| Italie - Juventus - AC Milan |

| Lettonie - Skonto Riga |

| Norvège - Bodø/Glimt |

| Pays-Bas - Ajax - AZ Alkmaar - PSV Eindhoven - Feyenoord - FC Utrecht |

| Pays de Galles - Bangor City FC |

| Pologne - Legia Varsovie - Śląsk Wrocław |

| Portugal - Benfica Lisbonne - Boavista FC - SC Braga - FC Porto - Sporting Portugal |

| Roumanie - Rapid Bucarest - Steaua Bucarest |

| Russie - Dynamo Moscou - Spartak Moscou - Torpedo Moscou |

| Serbie - Étoile rouge de Belgrade - OFK Belgrade - FK Radnički Niš |

| Slovaquie - Slovan Bratislava |

| Suède - AIK Fotboll - IF Elfsborg |

| Suisse - FC Bâle - FC Biel-Bienne - BSC Young Boys - FC Lausanne-Sport - Servette FC - FC Wettingen - FC Zurich - Grasshopper Club Zurich |

| Tchéquie - Baník Ostrava - Viktoria Plzeň - Sparta Prague |

| Turquie - Beşiktaş JK - Trabzonspor |

| Ukraine - Chakhtar Donetsk - FK Dnipro - Dynamo Kiev |

### Records
- Victoire la plus large :
  - Napoli - Pro Patria 8 - 1 (Serie A 1955-56)
  - Napoli - Como 7 - 0 (Serie A 1950-51)
- Victoire la plus large à l'extérieur :
  - Bologna - Napoli 1 - 7 (Serie A 2016-17)
- Défaite la plus large :
  - Roma - Napoli 8 - 0 (Serie A 1958-59)
- Défaite la plus large à domicile :
  - Napoli - Bologna 1 - 6 (Serie A 1938-39)
- Victoires consécutives toutes compétitions confondues (13) :
  - Saison 2022/23:
    - Lazio 1-2 Napoli
    - Napoli 4-1 Liverpool
    - Napoli 1-0 Spezia
    - Rangers 0-3 Napoli
    - Milan 1-2 Napoli
    - Napoli 3-1 Torino
    - Ajax 1-6 Napoli
    - Cremonese 1-4 Napoli
    - Napoli 4-2 Ajax
    - Napoli 3-2 Bologna
    - Roma 0-1 Napoli
    - Napoli 3-0 Rangers
    - Napoli 4-0 Sassuolo
- Victoires consécutives en Serie A (13) :
  - Saison 2016/17-2017/18 :
    - Inter 0-1 Napoli
    - Napoli 3-1 Cagliari
    - Torino 0-5 Napoli
    - Napoli 4-1 Fiorentina
    - Sampdoria 2-4 Napoli
    - Hellas Verona 1-3 Napoli
    - Napoli 3-1 Atalanta
    - Bologna 0-3 Napoli
    - Napoli 6-0 Benevento
    - Lazio 1-4 Napoli
    - SPAL 2-3 Napoli
    - Napoli 3-0 Cagliari
    - Roma 0-1 Napoli

## Personnalités du club

### Historique des présidents
Le tableau suivant présente la liste des présidents du club depuis 1926.
| #  | Nom                                        | Période   |
| -- | ------------------------------------------ | --------- |
| 1  | Giorgio Ascarelli                          | 1926-1927 |
| 2  | Nicola Sansanelli                          | 1927      |
| 3  | Gustavo Zinzaro                            | 1927-1928 |
| 4  | Giovanni Maresca Donnorso di Serracapriola | 1928-1929 |
| 5  | Giorgio Ascarelli                          | 1929-1930 |
| 6  | Giovanni Maresca Donnorso di Serracapriola | 1930-1931 |
| 7  | Eugenio Coppola                            | 1931-1932 |
| 8  | Vincenzo Savarese                          | 1932-1936 |
| 9  | Achille Lauro                              | 1936-1940 |
| 10 | Gaetano Del Pezzo                          | 1940      |
| 11 | Tommaso Leonetti                           | 1940-1941 |
| 12 | Luigi Piscitelli                           | 1941-1943 |
| 13 | Annibale Fienga                            | 1943-1945 |
| 14 | Vincenzo Savarese                          | 1945-1946 |
| 15 | Pasquale Russo                             | 1946-1948 |
| 16 | Giuseppe Muscariello                       | 1948      |
| 17 | Egidio Musollino                           | 1948-1951 |
| 18 | Alfonso Cuomo                              | 1951-1952 |
| 19 | Achille Lauro                              | 1952-1954 |

| #  | Nom                         | Période     |
| -- | --------------------------- | ----------- |
| 20 | Alfonso Cuomo               | 1954-1963   |
| 21 | Luigi Scuotto               | 1963-1964   |
| 22 | Roberto Fiore               | 1964-1967   |
| 23 | Gioacchino Lauro            | 1967-1968   |
| 24 | Antonio Corcione            | 1968-1969   |
| 25 | Corrado Ferlaino            | 1969-1971   |
| 26 | Ettore Sacchi               | 1971-1972   |
| 27 | Corrado Ferlaino            | 1972-1983   |
| 28 | Marino Brancaccio           | 1983        |
| 29 | Corrado Ferlaino            | 1983-1993   |
| 30 | Ellenio Gallo               | 1993-1995   |
| 31 | Vincenzo Schiano di Colella | 1995-1996   |
| 32 | Gian Marco Innocenti        | 1996-1998   |
| 33 | Federico Scalingi           | 1998-2000   |
| 34 | Giorgio Corbelli            | 2000-2002   |
| 35 | Salvatore Naldi             | 2002-2004   |
| 36 | Paolo Bellamio              | 2004        |
| 37 | Nicola Rascio               | 2004        |
| 38 | Aurelio De Laurentiis       | Depuis 2004 |

### Historique des entraîneurs
Le tableau suivant présente la liste des entraîneurs du club depuis 1926.
| #  | Nom                | Période   |
| -- | ------------------ | --------- |
| 1  | Antonio Kreutzer   | 1926-1927 |
| 2  | Bino Skasa         | 1927      |
| 3  | Rolf Steiger       | 1927-1928 |
| +  | Giovanni Terrile   | 1927-1928 |
| +  | Ferenc Molnar      | 1927-1928 |
| 4  | Otto Fischer       | 1928-1929 |
| 5  | William Garbutt    | 1929-1935 |
| 6  | Károly Csapkay     | 1935-1936 |
| 7  | Angelo Mattea      | 1936-1938 |
| 8  | Eugen Payer        | 1938      |
| 9  | Paolo Jodice       | 1938-1939 |
| 10 | Adolfo Baloncieri  | 1939-1940 |
| 11 | Antonio Vojak      | 1940-1943 |
| 12 | Giuseppe Innocenti | 1943      |
| 13 | Raffaele Sansone   | 1945-1946 |
| 14 | Attila Sallustro   | 1947-1948 |
| +  | Giovanni Vecchina  | 1947-1948 |
| 15 | Arnaldo Sentimenti | 1948      |
| 16 | Felice Borel       | 1948-1949 |
| +  | Paolo Jodice       | 1948-1949 |
| 17 | Domenico Mattioli  | 1949      |
| +  | Luigi de Manes     | 1949      |
| 18 | Vittorio Mosele    | 1949      |
| 19 | Vittorio Mosele    | 1949      |
| 20 | Eraldo Monzeglio   | 1949-1956 |
| 21 | Amedeo Amadei      | 1956-1959 |
| 22 | Annibale Frossi    | 1959      |
| 23 | Amedeo Amadei      | 1959-1961 |
| 24 | Amedeo Amadei      | 1961      |
| +  | Renato Cesarini    | 1961      |
| 25 | Attila Sallustro   | 1961      |
| 26 | Fioravante Baldi   | 1961-1962 |
| 27 | Bruno Pesaola      | 1962      |

| #  | Nom                   | Période   |
| -- | --------------------- | --------- |
| 28 | Bruno Pesaola         | 1962-1963 |
| +  | Eraldo Monzeglio      | 1962-1963 |
| 29 | Roberto Lerici        | 1963-1964 |
| 30 | Giovanni Molino       | 1964      |
| 31 | Bruno Pesaola         | 1964-1968 |
| 32 | Giuseppe Chiappella   | 1968-1969 |
| +  | Egidio Di Costanzo    | 1968-1969 |
| 33 | Giuseppe Chiappella   | 1969-1973 |
| 34 | Luis Vinicio          | 1973-1976 |
| 35 | Alberto del Frati     | 1976      |
| 36 | Bruno Pesaola         | 1976-1977 |
| 37 | Rosario Rivellino     | 1977      |
| 38 | Giovanni di Marzio    | 1977-1978 |
| 39 | Luis Vinicio          | 1978-1980 |
| 40 | Angelo Sormani        | 1980      |
| 41 | Rino Marchesi         | 1980-1982 |
| 42 | Massimo Giacomini     | 1982      |
| 43 | Bruno Pesaola         | 1982-1983 |
| 44 | Pietro Santi          | 1983-1984 |
| 45 | Rino Marchesi         | 1984-1985 |
| 46 | Ottavio Bianchi       | 1985-1989 |
| 47 | Alberto Bigon         | 1989-1991 |
| 48 | Claudio Ranieri       | 1991-1993 |
| 49 | Ottavio Bianchi       | 1993      |
| 50 | Marcello Lippi        | 1993-1994 |
| 51 | Vincenzo Guerini      | 1994      |
| 52 | Vujadin Boškov        | 1994-1995 |
| +  | Jarbas Faustinho Cané | 1994-1995 |
| 53 | Vujadin Boškov        | 1995-1996 |
| +  | Aldo Sensibile        | 1995-1996 |
| 54 | Luigi Simoni          | 1996-1997 |
| 55 | Vincenzo Montefusco   | 1997      |
| 56 | Bortolo Mutti         | 1997      |

| #  | Nom                 | Période   |
| -- | ------------------- | --------- |
| 57 | Carlo Mazzone       | 1997      |
| 58 | Giovanni Galeone    | 1997-1998 |
| 59 | Vincenzo Montefusco | 1998      |
| 60 | Renzo Ulivieri      | 1998-1999 |
| 61 | Vincenzo Montefusco | 1999      |
| 62 | Walter Novellino    | 1999-2000 |
| 63 | Zdeněk Zeman        | 2000      |
| 64 | Emiliano Mondonico  | 2000-2001 |
| 65 | Luigi De Canio      | 2001-2002 |
| 66 | Franco Colomba      | 2002      |
| 67 | Sergio Buso         | 2002      |
| 68 | Francesco Scoglio   | 2002-2003 |
| 69 | Franco Colomba      | 2003      |
| 70 | Andrea Agostinelli  | 2003      |
| 71 | Luigi Simoni        | 2003-2004 |
| 72 | Giampiero Ventura   | 2004      |
| 73 | Edoardo Reja        | 2004-2009 |
| 74 | Roberto Donadoni    | 2009      |
| 75 | Walter Mazzarri     | 2009-2013 |
| 76 | Rafael Benítez      | 2013-2015 |
| 77 | Maurizio Sarri      | 2015-2018 |
| 78 | Carlo Ancelotti     | 2018-2019 |
| 79 | Gennaro Gattuso     | 2019-2021 |
| 80 | Luciano Spalletti   | 2021-2023 |
| 81 | Rudi Garcia         | 2023      |
| 82 | Walter Mazzarri     | 2023-2024 |
| 83 | Francesco Calzona   | 2024      |
| 84 | Antonio Conte       | 2024-     |

### Joueurs

#### Records individuels

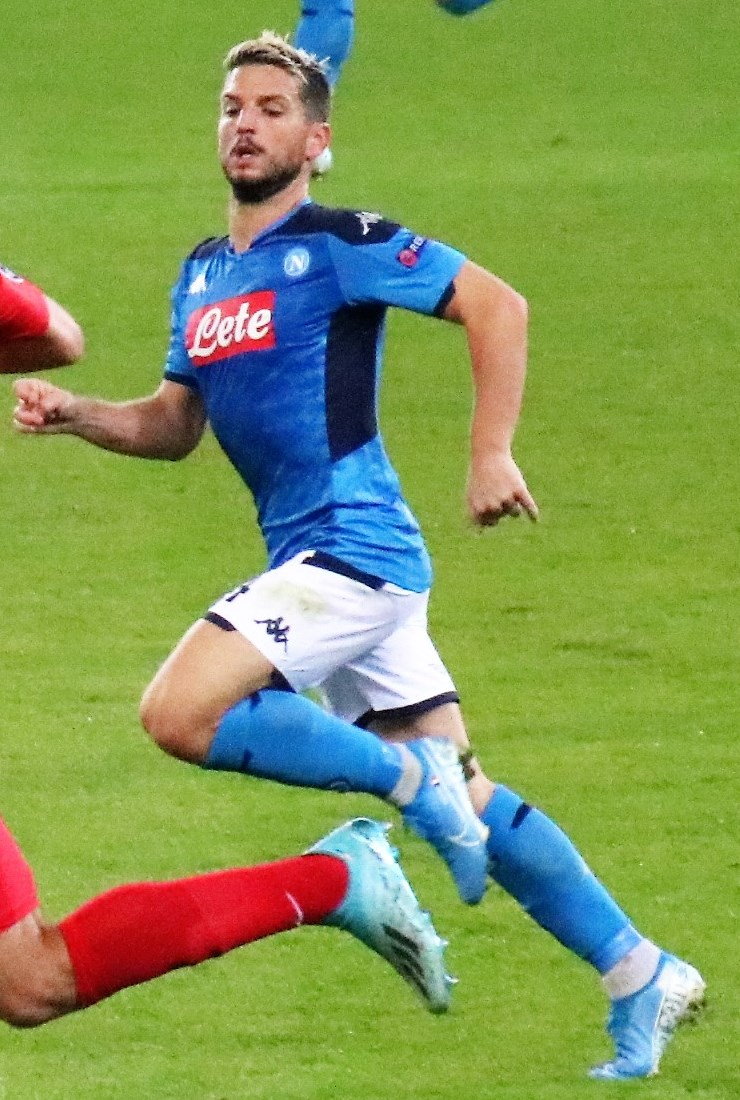
Dries Mertens, le meilleur buteur du club.

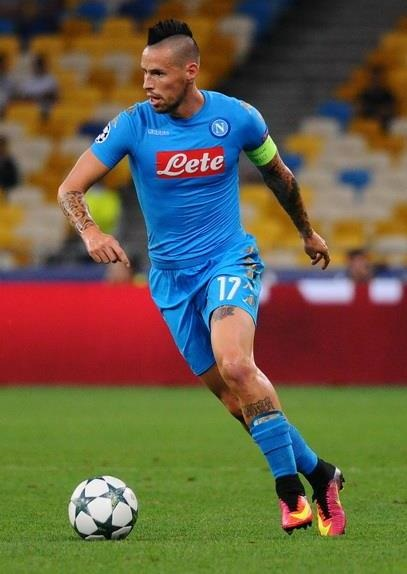
Marek Hamšík, le joueur avec le plus de matchs joués.

| Joueur                   | Buts |
| ------------------------ | ---- |
| Dries Mertens            | 148  |
| Lorenzo Insigne          | 122  |
| Marek Hamšík             | 121  |
| Diego Maradona           | 115  |
| Attila Sallustro         | 108  |
| Edinson Cavani           | 104  |
| Antonio Vojak            | 103  |
| / José Altafini          | 97   |
| Careca                   | 96   |
| Gonzalo Higuaín          | 91   |
| Mise à jour : 24.05.2025 |      |

| Joueur                   | Matchs |
| ------------------------ | ------ |
| Marek Hamšík             | 520    |
| Giuseppe Bruscolotti     | 511    |
| Antonio Juliano          | 505    |
| Lorenzo Insigne          | 434    |
| Dries Mertens            | 397    |
| Moreno Ferrario          | 396    |
| Piotr Zieliński          | 364    |
| José Callejón            | 349    |
| Ciro Ferrara             | 322    |
| Kalidou Koulibaly        | 317    |
| Mise à jour : 24.05.2025 |        |

#### Transferts les plus chers
Les deux tableaux ci-dessous résument les transferts les plus onéreux dans l'histoire du club napolitain.
| Arrivées |                       |         |                     |       |
| N°       | Joueurs               | Montant | Provenance          | Année |
| 1        | Victor Osimhen        | 78,9 M€ | LOSC Lille          | 2020  |
| 2        | Hirving Lozano        | 50 M€   | PSV Eindhoven       | 2019  |
| 3        | Gonzalo Higuaín       | 39 M€   | Real Madrid         | 2013  |
| 4        | Kóstas Manolás        | 36 M€   | AS Roma             | 2019  |
| 5        | Alessandro Buongiorno | 35 M€   | Torino FC           | 2024  |
| 6        | Giacomo Raspadori     | 33 M€   | US Sassuolo         | 2022  |
| 7        | Arkadiusz Milik       | 32 M€   | Ajax Amsterdam      | 2016  |
| 8        | Sam Beukema           | 31 M€   | Bologna FC          | 2025  |
| 9        | Scott McTominay       | 30,5 M€ | Manchester United   | 2024  |
| 10       | Romelu Lukaku         | 30 M€   | Chelsea FC          | 2024  |
| =        | Jesper Lindstrøm      | 30 M€   | Eintracht Francfort | 2023  |
| =        | Fabián Ruiz           | 30 M€   | Real Betis          | 2018  |

| Départs' |                       |         |                |       |
| N°       | Joueurs               | Montant | Destination    | Année |
| 1        | Gonzalo Higuaín       | 90 M€   | Juventus FC    | 2016  |
| 2        | Victor Osimhen        | 75 M€   | Galatasaray SK | 2025  |
| 3        | Khvicha Kvaratskhelia | 70 M€   | Paris SG       | 2025  |
| 4        | Edinson Cavani        | 64,5 M€ | Paris SG       | 2013  |
| 5        | Jorginho              | 57 M€   | Chelsea FC     | 2018  |
| 6        | Kim Min-jae           | 50 M€   | Bayern Munich  | 2023  |
| 7        | Kalidou Koulibaly     | 41,9 M€ | Chelsea FC     | 2022  |
| 8        | Ezequiel Lavezzi      | 30 M€   | Paris SG       | 2012  |
| 9        | Roberto Inglese       | 24,8 M€ | Parma Calcio   | 2018  |
| 10       | Allan                 | 24,6 M€ | Everton FC     | 2020  |

## Effectif professionnel actuel
Le premier tableau liste l'effectif professionnel du SSC Naples pour la saison 2025-2026. Le second recense les prêts effectués par le club lors de cette même saison.
En grisé, les sélections de joueurs internationaux chez les jeunes mais n'ayant jamais été appelés aux échelons supérieurs une fois l'âge-limite dépassé ou les joueurs ayant pris leur retraite internationale.

## Structures du club

### Stades

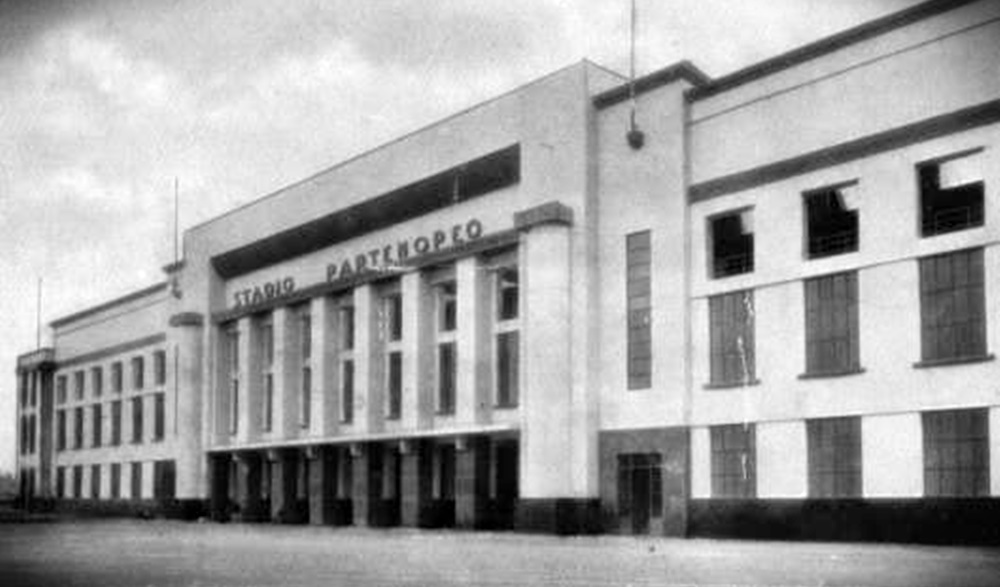
Le stade Partenopeo fut la « maison » des azzurri de 1930 à 1942.

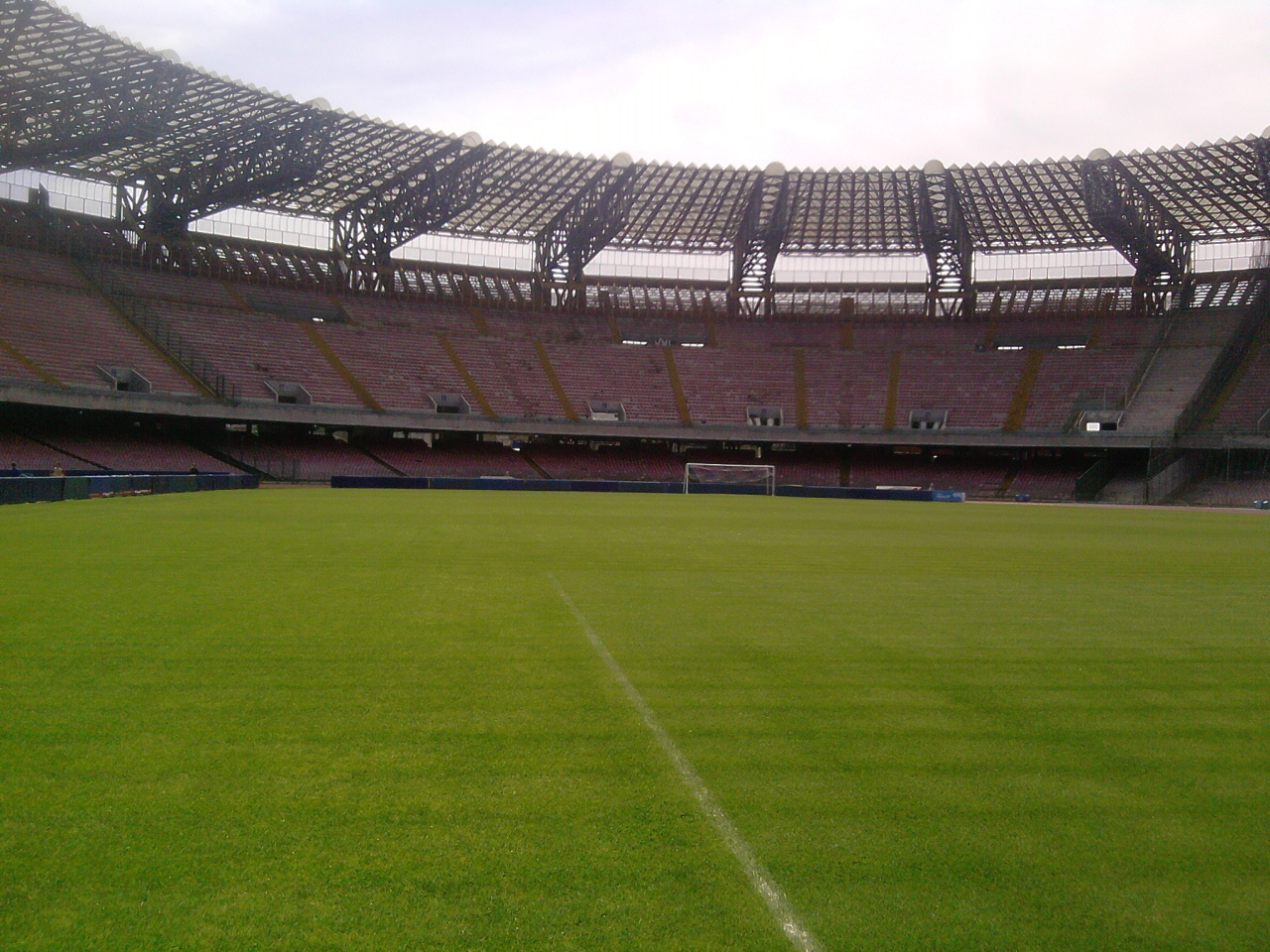
Le stade San Paolo qui accueille les matchs du club depuis 1959.

Le premier terrain de foot utilisé par le Napoli fut le Stade militaire de l'Arenaccia. Voulu par Alberico Albricci, il fut inauguré en 1923 et assigné en 1926 au club à sa création. En 1929 le président Giorgio Ascarelli commissionna la construction d'un nouveau stade situé dans le quartier Luzzatti, dans les alentours de la gare Centrale. Projetée par Amedeo D'Albora, l'installation, initialement dénommée stade Vésuve, pouvait contenir 40 000 spectateurs et fut inaugurée le 23 février 1930 avec le match entre contre la Juventus, terminé 2-2. Peu de temps après Ascarelli vint manquer et le stade fut intitulé à son nom, mais par la suite les lois raciales fascistes imposèrent un changement de nom en Stade Partenopeo. Renouvelé et agrandi à l'occasion de 1934, l'installation fut complètement rasé à la suite des bombardements alliés au cours de la Seconde Guerre mondiale.
Le club s'établit donc au stade Arturo Collana di Vomero déjà utilisé provisoirement aux temps des travaux de restructuration de l'installation précédente. Renommé pour un bref délai Stade de la Libération dans l'après-guerre, il était cependant inadéquat aux exigences du club. Emblématique fut la situation dans laquelle fut jouée Naples - Juventus (4-3 le résultat final) du 20 avril 1958, avec le public rangé sur la limite des lignes de jeu.
Il fut alors projeté une nouvelle installation dans le quartier de Fuorigrotta. Initialement baptisé stade du Soleil, il fut baptisé finalement stade San Paolo pour célébrer la tradition selon laquelle saint Paul, en voyage vers Rome, aurait accosté dans cette zone de Naples. Le 6 décembre 1959 le nouveau stade fut inauguré, curieusement dans un match contre la Juventus, comme à l'occasion de l'inauguration du stade Vésuve 29 ans auparavant, et qui a fini sur le score de 2-1 pour les partenopei. Le projet initial prévoyait un seul anneau mais par la suite un second fut ajouté, situé en dessous du niveau routier. Partiellement remodernisé en vue des championnats d'Europe 1980 et des Mondiaux 1990, il fut doté de la toiture actuelle et du troisième anneau qui porta le numéro à 76 824 de places assises. Par la suite, des problèmes logistiques ont imposé la fermeture du troisième anneau avec une réduction de la capacité à 60 240 places, qui en font le troisième plus grand stade de l'italie pour capacité après le stade Giuseppe Meazza de Milan et le Stade olympique de Rome. Avec une piste d'athlétisme légère de 8 couloirs, des gymnases pour la boxe, le fitness et la lutte libre, le Stade San Paolo représente la principale installation omnisports de la ville.
Le 25 novembre 2020, à la suite de l'annonce du décès de Diego Maradona, le club a décidé de renommer le Stade San Paolo en son nom pour lui rendre hommage.

## Aspects juridiques et économiques

### Aspects économiques

#### Elements comptables
Le tableau ci-dessous résume les différents budgets prévisionnels du SSC Naples saison après saison.
| Saison | 2011-2012 | 2012-2013 | 2013-2014 | 2014-2015 | 2015-2016 | 2016-2017 | 2017-2018 | 2018-2019 | 2019-2020 |
| Budget | 151 M€    | 120 M€    | 168 M€    | 132 M€    | 144 M€    | 200 M€    | N.C       | N.C       | 249 M€    |

## Supporters

### Un club fortement soutenu

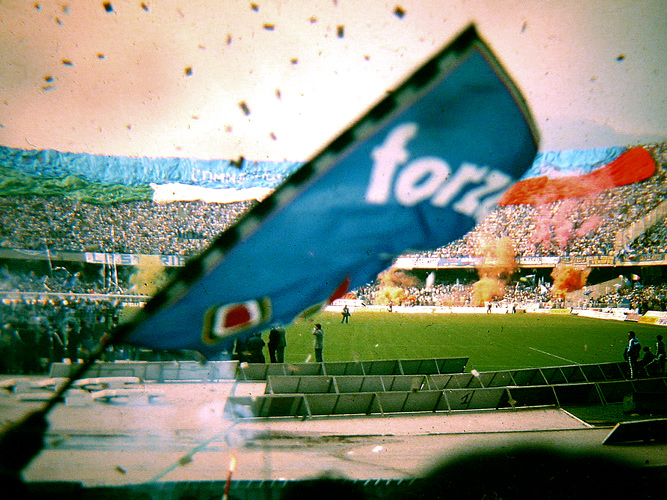
Stade San Paolo

Le public napolitain est sans aucun doute l'un des plus passionnés de football sur le vieux continent et l'un de ceux qui font les plus belles ambiances du monde, mais il est d'abord le reflet d'une ville (ancienne colonie grecque au même titre que Marseille ou Barcelone) avec une forte identité, au caractère méridional.
À l'image des inégalités entre Nord et Sud de l'Italie, le club a toujours fait avec des moyens bien inférieurs à ceux des clubs du Nord comme le Milan AC ou la Juventus. Mais c'est avec beaucoup de fierté que les Napolitains ont toujours soutenu le club représentant leur ville. C'est pendant la glorieuse ère de Maradona que le public napolitain atteint la reconnaissance italienne et européenne. Même au fond du gouffre, les tifosi sont toujours restés fidèles au club, puisque durant leurs deux saisons en Série C, c'était en moyenne 50 000 supporters qui venaient encourager les Azzurri. Ils n'hésitent pas à suivre en nombre leur équipe en déplacement à travers toute l'Italie et l'Europe.
Le Napoli est le sujet de conversation privilégié de toute la ville et de toute la région, ce qui d'ailleurs s'est souvent révélé comme un certain handicap. L'attente très importante et l'impatience de retrouver les gloires passées ont souvent ralenti la reconstruction du club avec un projet à long terme.
Il existe un fort rapport d'amitié entre les supporters du Napoli et ceux de Catane et de Palerme.

### Rapports avec les autres clubs
| Clubs amis - Catane - Palerme |

| Club rivaux (Plus importants ou d'actualité plus récentes) - Atalanta - Cagliari - Juventus - SS Lazio - AS Rome - Hellas Vérone - Milan AC - Inter Milan - Sampdoria |

Les ultras de la Curva A et B de Naples ont longtemps été jumelés avec ceux du Genoa. Mais le jumelage qui remontait à la fin de la saison 1981/82 a été rompu en avril 2019, mettant ainsi un terme à une amitié historique des tribunes italiennes.
Les supporters napolitains ont des mauvais rapports surtout avec les équipes du Nord. Cette rivalité avec les équipes du Nord du pays est souvent traversée par une rhétorique anti-méridionale, qui est en vogue en Lombardie et en Vénétie au début des années 1980. Les "grosses" rivalités avec l'Inter Milan, le Milan AC et surtout la Juventus naquirent dans la deuxième moitié des années 1980, avec les partenopei qui défiaient la "triade" du Nord pour leur disputer le titre de Champion d'Italie.
L'hostilité des ultras avec les supporteurs de la Lazio naît du jumelage qui liait, dans les années 1980, les Napolitains et leurs "cousins" romains, qui fut par la suite brisé après le bras d'honneur de Salvatore Bagni du 25 octobre 1987.
Une rivalité existe également avec les giallorossi de l'AS Rome, leurs rencontres étant considérées comme le Derby du Soleil.
Depuis le 15 juin 1997, la rivalité est vive avec Cagliari à la suite d'un match Piacenza-Cagliari n'impliquant pourtant pas le Napoli. Dans ce match pour le maintien joué au San Paolo, les ultras napolitains prennent fait et cause pour Piacenza et de vifs heurts marquent la rencontre. L'attaquant de Piacenza Pasquale Luiso, natif de Naples, marquera un doublé dans cette rencontre remporté 3-1 face aux Sardes, relégués à la suite de ce résultat.
De "petites" rivalités existent avec la Sampdoria, l'Atalanta et le Hellas Vérone.

### Derbys
Contrairement à tout ce qui est arrivé aux autres métropoles comme Turin, Milan et Rome, le Napoli est la seule expression du football de haut niveau comme chef-lieu de la Campanie et donc il y n'a pas un derby dans le sens étroit du terme. Malgré cela, les Azzurri sont coprotagonistes de deux derbys spéciaux en Italie :
- Derby de la Campanie, terme utilisé pour les défis des Partenopei avec les autres équipes de la Campanie, en particulier avec celles d'Avellino, de Salerne et de Bénévent.
- Derby du Soleil, appelé aussi Derby du Sud, à l'apogée de la popularité dans les années 1970 et 80, qui voit s'affronter les Azzurri et l'AS Roma, les deux premières équipes de l'Italie centre-méridionale à avoir été admis en Serie A, à l'époque dénommée Division Nationale, dans la saison 1926-1927.